# Llista d'asteroides (431001-432000)
Llista d'asteroides del 431.001 al 432.000, amb data de descoberta i descobridor. És un fragment de la llista d'asteroides completa. Als asteroides se'ls dona un número quan es confirma la seva òrbita, per tant apareixen llistats aproximadament segons la data de descobriment.

## 431001– 431100
| Nom    | Designació provisional | Data de descobriment   | Lloc de descobriment | Descobridor/s     |
| ------ | ---------------------- | ---------------------- | -------------------- | ----------------- |
| 431001 | 2005 YD21              | 8 de febrer de 2002    | Kitt Peak            | Spacewatch        |
| 431002 | 2005 YY23              | 24 de desembre de 2005 | Kitt Peak            | Spacewatch        |
| 431003 | 2005 YJ26              | 24 de desembre de 2005 | Kitt Peak            | Spacewatch        |
| 431004 | 2005 YF47              | 25 de desembre de 2005 | Kitt Peak            | Spacewatch        |
| 431005 | 2005 YF68              | 5 de desembre de 2005  | Mount Lemmon         | Mt. Lemmon Survey |
| 431006 | 2005 YM73              | 24 de desembre de 2005 | Kitt Peak            | Spacewatch        |
| 431007 | 2005 YR73              | 24 de desembre de 2005 | Catalina             | CSS               |
| 431008 | 2005 YN78              | 24 de desembre de 2005 | Kitt Peak            | Spacewatch        |
| 431009 | 2005 YR78              | 8 de desembre de 2005  | Kitt Peak            | Spacewatch        |
| 431010 | 2005 YR85              | 25 de desembre de 2005 | Mount Lemmon         | Mt. Lemmon Survey |
| 431011 | 2005 YA87              | 25 de desembre de 2005 | Mount Lemmon         | Mt. Lemmon Survey |
| 431012 | 2005 YU97              | 24 de desembre de 2005 | Kitt Peak            | Spacewatch        |
| 431013 | 2005 YM105             | 25 de desembre de 2005 | Kitt Peak            | Spacewatch        |
| 431014 | 2005 YW121             | 28 de desembre de 2005 | Mount Lemmon         | Mt. Lemmon Survey |
| 431015 | 2005 YD130             | 29 d'octubre de 2005   | Mount Lemmon         | Mt. Lemmon Survey |
| 431016 | 2005 YX130             | 25 de desembre de 2005 | Mount Lemmon         | Mt. Lemmon Survey |
| 431017 | 2005 YQ132             | 26 de desembre de 2005 | Kitt Peak            | Spacewatch        |
| 431018 | 2005 YH139             | 28 de desembre de 2005 | Kitt Peak            | Spacewatch        |
| 431019 | 2005 YY145             | 29 de desembre de 2005 | Socorro              | LINEAR            |
| 431020 | 2005 YJ146             | 29 de desembre de 2005 | Mount Lemmon         | Mt. Lemmon Survey |
| 431021 | 2005 YH148             | 25 de desembre de 2005 | Kitt Peak            | Spacewatch        |
| 431022 | 2005 YM175             | 22 de desembre de 2005 | Kitt Peak            | Spacewatch        |
| 431023 | 2005 YL199             | 25 de desembre de 2005 | Mount Lemmon         | Mt. Lemmon Survey |
| 431024 | 2005 YR201             | 24 de desembre de 2005 | Kitt Peak            | Spacewatch        |
| 431025 | 2005 YA212             | 28 de desembre de 2005 | Catalina             | CSS               |
| 431026 | 2005 YB238             | 28 de desembre de 2005 | Mount Lemmon         | Mt. Lemmon Survey |
| 431027 | 2005 YV282             | 7 de desembre de 2005  | Kitt Peak            | Spacewatch        |
| 431028 | 2006 AX14              | 5 de gener de 2006     | Mount Lemmon         | Mt. Lemmon Survey |
| 431029 | 2006 AT35              | 1 d'octubre de 2005    | Mount Lemmon         | Mt. Lemmon Survey |
| 431030 | 2006 AE46              | 27 de desembre de 2005 | Mount Lemmon         | Mt. Lemmon Survey |
| 431031 | 2006 AY56              | 7 de gener de 2006     | Mount Lemmon         | Mt. Lemmon Survey |
| 431032 | 2006 AE59              | 4 de gener de 2006     | Kitt Peak            | Spacewatch        |
| 431033 | 2006 AW61              | 5 de gener de 2006     | Kitt Peak            | Spacewatch        |
| 431034 | 2006 AP78              | 4 de gener de 2006     | Kitt Peak            | Spacewatch        |
| 431035 | 2006 AC81              | 2 de gener de 2006     | Socorro              | LINEAR            |
| 431036 | 2006 AB86              | 12 de gener de 2006    | Palomar              | NEAT              |
| 431037 | 2006 AJ90              | 6 de gener de 2006     | Mount Lemmon         | Mt. Lemmon Survey |
| 431038 | 2006 AA95              | 9 de gener de 2006     | Kitt Peak            | Spacewatch        |
| 431039 | 2006 BZ1               | 20 de gener de 2006    | Kitt Peak            | Spacewatch        |
| 431040 | 2006 BQ11              | 21 de gener de 2006    | Kitt Peak            | Spacewatch        |
| 431041 | 2006 BT19              | 22 de gener de 2006    | Mount Lemmon         | Mt. Lemmon Survey |
| 431042 | 2006 BV20              | 5 de gener de 2006     | Mount Lemmon         | Mt. Lemmon Survey |
| 431043 | 2006 BP22              | 7 de gener de 2006     | Mount Lemmon         | Mt. Lemmon Survey |
| 431044 | 2006 BU23              | 23 de gener de 2006    | Socorro              | LINEAR            |
| 431045 | 2006 BH40              | 20 de gener de 2006    | Kitt Peak            | Spacewatch        |
| 431046 | 2006 BG48              | 25 de gener de 2006    | Kitt Peak            | Spacewatch        |
| 431047 | 2006 BM50              | 7 de gener de 2006     | Kitt Peak            | Spacewatch        |
| 431048 | 2006 BM52              | 25 de gener de 2006    | Kitt Peak            | Spacewatch        |
| 431049 | 2006 BR64              | 14 de novembre de 1996 | Kitt Peak            | Spacewatch        |
| 431050 | 2006 BJ72              | 23 de gener de 2006    | Kitt Peak            | Spacewatch        |
| 431051 | 2006 BX82              | 24 de gener de 2006    | Socorro              | LINEAR            |
| 431052 | 2006 BZ90              | 26 de gener de 2006    | Kitt Peak            | Spacewatch        |
| 431053 | 2006 BW119             | 26 de gener de 2006    | Kitt Peak            | Spacewatch        |
| 431054 | 2006 BM122             | 26 de gener de 2006    | Kitt Peak            | Spacewatch        |
| 431055 | 2006 BW127             | 26 de gener de 2006    | Kitt Peak            | Spacewatch        |
| 431056 | 2006 BY127             | 26 de gener de 2006    | Kitt Peak            | Spacewatch        |
| 431057 | 2006 BL135             | 12 de febrer de 2002   | Kitt Peak            | Spacewatch        |
| 431058 | 2006 BG138             | 28 de gener de 2006    | Mount Lemmon         | Mt. Lemmon Survey |
| 431059 | 2006 BA158             | 25 de gener de 2006    | Kitt Peak            | Spacewatch        |
| 431060 | 2006 BU168             | 26 de gener de 2006    | Mount Lemmon         | Mt. Lemmon Survey |
| 431061 | 2006 BK174             | 23 de gener de 2006    | Kitt Peak            | Spacewatch        |
| 431062 | 2006 BL184             | 28 de gener de 2006    | Mount Lemmon         | Mt. Lemmon Survey |
| 431063 | 2006 BD185             | 28 de gener de 2006    | Mount Lemmon         | Mt. Lemmon Survey |
| 431064 | 2006 BK192             | 23 de gener de 2006    | Mount Lemmon         | Mt. Lemmon Survey |
| 431065 | 2006 BR207             | 31 de gener de 2006    | Mount Lemmon         | Mt. Lemmon Survey |
| 431066 | 2006 BD208             | 31 de gener de 2006    | Catalina             | CSS               |
| 431067 | 2006 BB221             | 30 de gener de 2006    | Kitt Peak            | Spacewatch        |
| 431068 | 2006 BP232             | 23 de gener de 2006    | Kitt Peak            | Spacewatch        |
| 431069 | 2006 BJ233             | 31 de gener de 2006    | Kitt Peak            | Spacewatch        |
| 431070 | 2006 BL243             | 25 de gener de 2006    | Kitt Peak            | Spacewatch        |
| 431071 | 2006 BW257             | 25 de gener de 2006    | Kitt Peak            | Spacewatch        |
| 431072 | 2006 BW262             | 31 de gener de 2006    | Kitt Peak            | Spacewatch        |
| 431073 | 2006 CQ13              | 23 de gener de 2006    | Mount Lemmon         | Mt. Lemmon Survey |
| 431074 | 2006 CW21              | 1 de febrer de 2006    | Kitt Peak            | Spacewatch        |
| 431075 | 2006 CY46              | 25 de gener de 2006    | Kitt Peak            | Spacewatch        |
| 431076 | 2006 CW61              | 3 de febrer de 2006    | Socorro              | LINEAR            |
| 431077 | 2006 CA67              | 7 de febrer de 2006    | Kitt Peak            | Spacewatch        |
| 431078 | 2006 DR22              | 20 de febrer de 2006   | Kitt Peak            | Spacewatch        |
| 431079 | 2006 DO23              | 31 de gener de 2006    | Kitt Peak            | Spacewatch        |
| 431080 | 2006 DO25              | 20 de febrer de 2006   | Kitt Peak            | Spacewatch        |
| 431081 | 2006 DE29              | 1 de febrer de 2006    | Kitt Peak            | Spacewatch        |
| 431082 | 2006 DK29              | 1 de febrer de 2006    | Kitt Peak            | Spacewatch        |
| 431083 | 2006 DO34              | 20 de febrer de 2006   | Kitt Peak            | Spacewatch        |
| 431084 | 2006 DL43              | 20 de febrer de 2006   | Kitt Peak            | Spacewatch        |
| 431085 | 2006 DL57              | 24 de febrer de 2006   | Mount Lemmon         | Mt. Lemmon Survey |
| 431086 | 2006 DM75              | 24 de febrer de 2006   | Kitt Peak            | Spacewatch        |
| 431087 | 2006 DM94              | 24 de febrer de 2006   | Kitt Peak            | Spacewatch        |
| 431088 | 2006 DH97              | 24 de febrer de 2006   | Kitt Peak            | Spacewatch        |
| 431089 | 2006 DH103             | 25 de febrer de 2006   | Mount Lemmon         | Mt. Lemmon Survey |
| 431090 | 2006 DP103             | 25 de febrer de 2006   | Mount Lemmon         | Mt. Lemmon Survey |
| 431091 | 2006 DU108             | 25 de febrer de 2006   | Kitt Peak            | Spacewatch        |
| 431092 | 2006 DF112             | 27 de febrer de 2006   | Mount Lemmon         | Mt. Lemmon Survey |
| 431093 | 2006 DQ138             | 25 de febrer de 2006   | Kitt Peak            | Spacewatch        |
| 431094 | 2006 DD165             | 27 de febrer de 2006   | Kitt Peak            | Spacewatch        |
| 431095 | 2006 DN168             | 27 de febrer de 2006   | Kitt Peak            | Spacewatch        |
| 431096 | 2006 DY170             | 27 de febrer de 2006   | Kitt Peak            | Spacewatch        |
| 431097 | 2006 DK185             | 27 de febrer de 2006   | Kitt Peak            | Spacewatch        |
| 431098 | 2006 DL205             | 25 de febrer de 2006   | Mount Lemmon         | Mt. Lemmon Survey |
| 431099 | 2006 DH212             | 25 de febrer de 2006   | Mount Lemmon         | Mt. Lemmon Survey |
| 431100 | 2006 EL4               | 2 de març de 2006      | Kitt Peak            | Spacewatch        |

## 431101– 431200
| Nom    | Designació provisional | Data de descobriment   | Lloc de descobriment | Descobridor/s     |
| ------ | ---------------------- | ---------------------- | -------------------- | ----------------- |
| 431101 | 2006 EP8               | 2 de març de 2006      | Kitt Peak            | Spacewatch        |
| 431102 | 2006 EH22              | 31 de gener de 2006    | Kitt Peak            | Spacewatch        |
| 431103 | 2006 EX28              | 3 de març de 2006      | Kitt Peak            | Spacewatch        |
| 431104 | 2006 FP1               | 20 de febrer de 2006   | Mount Lemmon         | Mt. Lemmon Survey |
| 431105 | 2006 FM28              | 24 de març de 2006     | Mount Lemmon         | Mt. Lemmon Survey |
| 431106 | 2006 FH43              | 29 de març de 2006     | Socorro              | LINEAR            |
| 431107 | 2006 GU                | 2 d'abril de 2006      | Catalina             | CSS               |
| 431108 | 2006 GW23              | 2 d'abril de 2006      | Kitt Peak            | Spacewatch        |
| 431109 | 2006 GC25              | 26 de març de 2006     | Mount Lemmon         | Mt. Lemmon Survey |
| 431110 | 2006 GV32              | 7 d'abril de 2006      | Mount Lemmon         | Mt. Lemmon Survey |
| 431111 | 2006 GQ39              | 2 d'abril de 2006      | Anderson Mesa        | LONEOS            |
| 431112 | 2006 GM43              | 25 de març de 2006     | Kitt Peak            | Spacewatch        |
| 431113 | 2006 HJ10              | 19 d'abril de 2006     | Kitt Peak            | Spacewatch        |
| 431114 | 2006 HA20              | 19 d'abril de 2006     | Mount Lemmon         | Mt. Lemmon Survey |
| 431115 | 2006 HT33              | 2 d'abril de 2006      | Kitt Peak            | Spacewatch        |
| 431116 | 2006 HN34              | 19 d'abril de 2006     | Catalina             | CSS               |
| 431117 | 2006 HE41              | 21 d'abril de 2006     | Kitt Peak            | Spacewatch        |
| 431118 | 2006 HE60              | 26 d'abril de 2006     | Anderson Mesa        | LONEOS            |
| 431119 | 2006 HD77              | 5 de març de 2006      | Kitt Peak            | Spacewatch        |
| 431120 | 2006 HB83              | 26 d'abril de 2006     | Kitt Peak            | Spacewatch        |
| 431121 | 2006 HT86              | 29 d'abril de 2006     | Kitt Peak            | Spacewatch        |
| 431122 | 2006 JJ17              | 2 de maig de 2006      | Kitt Peak            | Spacewatch        |
| 431123 | 2006 JD81              | 1 de maig de 2006      | Catalina             | CSS               |
| 431124 | 2006 KA9               | 19 de maig de 2006     | Mount Lemmon         | Mt. Lemmon Survey |
| 431125 | 2006 KM13              | 20 de maig de 2006     | Kitt Peak            | Spacewatch        |
| 431126 | 2006 KY15              | 20 de maig de 2006     | Palomar              | NEAT              |
| 431127 | 2006 KT33              | 20 de maig de 2006     | Kitt Peak            | Spacewatch        |
| 431128 | 2006 KL37              | 22 de maig de 2006     | Kitt Peak            | Spacewatch        |
| 431129 | 2006 KW41              | 20 de maig de 2006     | Mount Lemmon         | Mt. Lemmon Survey |
| 431130 | 2006 KD44              | 21 de maig de 2006     | Kitt Peak            | Spacewatch        |
| 431131 | 2006 KJ53              | 21 de maig de 2006     | Kitt Peak            | Spacewatch        |
| 431132 | 2006 KX53              | 21 de maig de 2006     | Kitt Peak            | Spacewatch        |
| 431133 | 2006 KN58              | 22 de maig de 2006     | Kitt Peak            | Spacewatch        |
| 431134 | 2006 KA59              | 22 de maig de 2006     | Kitt Peak            | Spacewatch        |
| 431135 | 2006 KD88              | 19 de maig de 2006     | Catalina             | CSS               |
| 431136 | 2006 KO93              | 25 de maig de 2006     | Kitt Peak            | Spacewatch        |
| 431137 | 2006 QE11              | 21 d'agost de 2006     | Kitt Peak            | Spacewatch        |
| 431138 | 2006 QN16              | 17 d'agost de 2006     | Palomar              | NEAT              |
| 431139 | 2006 QJ26              | 19 d'agost de 2006     | Kitt Peak            | Spacewatch        |
| 431140 | 2006 QC32              | 19 d'agost de 2006     | Kitt Peak            | Spacewatch        |
| 431141 | 2006 QJ44              | 19 d'agost de 2006     | Anderson Mesa        | LONEOS            |
| 431142 | 2006 QU58              | 19 d'agost de 2006     | Palomar              | NEAT              |
| 431143 | 2006 QB65              | 19 d'agost de 2006     | Kitt Peak            | Spacewatch        |
| 431144 | 2006 QD69              | 21 d'agost de 2006     | Kitt Peak            | Spacewatch        |
| 431145 | 2006 QZ87              | 27 d'agost de 2006     | Kitt Peak            | Spacewatch        |
| 431146 | 2006 QW108             | 28 d'agost de 2006     | Kitt Peak            | Spacewatch        |
| 431147 | 2006 QV115             | 27 d'agost de 2006     | Anderson Mesa        | LONEOS            |
| 431148 | 2006 QR117             | 21 d'agost de 2006     | Socorro              | LINEAR            |
| 431149 | 2006 QM136             | 29 d'agost de 2006     | Anderson Mesa        | LONEOS            |
| 431150 | 2006 QN151             | 19 d'agost de 2006     | Kitt Peak            | Spacewatch        |
| 431151 | 2006 QO157             | 19 d'agost de 2006     | Kitt Peak            | Spacewatch        |
| 431152 | 2006 QD160             | 19 d'agost de 2006     | Kitt Peak            | Spacewatch        |
| 431153 | 2006 QE162             | 20 d'agost de 2006     | Kitt Peak            | Spacewatch        |
| 431154 | 2006 QV165             | 29 d'agost de 2006     | Catalina             | CSS               |
| 431155 | 2006 QC186             | 28 d'agost de 2006     | Anderson Mesa        | LONEOS            |
| 431156 | 2006 QG186             | 27 d'agost de 2006     | Kitt Peak            | Spacewatch        |
| 431157 | 2006 QL186             | 19 d'agost de 2006     | Kitt Peak            | Spacewatch        |
| 431158 | 2006 RO2               | 11 de setembre de 2006 | Bergisch Gladbach    | Bickel, W.        |
| 431159 | 2006 RR8               | 27 d'agost de 2006     | Anderson Mesa        | LONEOS            |
| 431160 | 2006 RL14              | 14 de setembre de 2006 | Kitt Peak            | Spacewatch        |
| 431161 | 2006 RN14              | 14 de setembre de 2006 | Kitt Peak            | Spacewatch        |
| 431162 | 2006 RN20              | 15 de setembre de 2006 | Socorro              | LINEAR            |
| 431163 | 2006 RP41              | 14 de setembre de 2006 | Kitt Peak            | Spacewatch        |
| 431164 | 2006 RD44              | 14 de setembre de 2006 | Kitt Peak            | Spacewatch        |
| 431165 | 2006 RC45              | 14 de setembre de 2006 | Kitt Peak            | Spacewatch        |
| 431166 | 2006 RT46              | 14 de setembre de 2006 | Kitt Peak            | Spacewatch        |
| 431167 | 2006 RZ46              | 14 de setembre de 2006 | Kitt Peak            | Spacewatch        |
| 431168 | 2006 RM56              | 14 de setembre de 2006 | Kitt Peak            | Spacewatch        |
| 431169 | 2006 RN57              | 15 de setembre de 2006 | Kitt Peak            | Spacewatch        |
| 431170 | 2006 RL78              | 15 de setembre de 2006 | Kitt Peak            | Spacewatch        |
| 431171 | 2006 RL85              | 15 de setembre de 2006 | Kitt Peak            | Spacewatch        |
| 431172 | 2006 RQ85              | 15 de setembre de 2006 | Kitt Peak            | Spacewatch        |
| 431173 | 2006 RF91              | 15 de setembre de 2006 | Kitt Peak            | Spacewatch        |
| 431174 | 2006 RX92              | 15 de setembre de 2006 | Kitt Peak            | Spacewatch        |
| 431175 | 2006 RV122             | 14 de setembre de 2006 | Catalina             | CSS               |
| 431176 | 2006 SS                | 16 de setembre de 2006 | Catalina             | CSS               |
| 431177 | 2006 SJ11              | 28 d'agost de 2006     | Anderson Mesa        | LONEOS            |
| 431178 | 2006 SZ32              | 21 de juliol de 2006   | Mount Lemmon         | Mt. Lemmon Survey |
| 431179 | 2006 SW40              | 18 de setembre de 2006 | Kitt Peak            | Spacewatch        |
| 431180 | 2006 SG41              | 18 de setembre de 2006 | Catalina             | CSS               |
| 431181 | 2006 SC45              | 18 de setembre de 2006 | Kitt Peak            | Spacewatch        |
| 431182 | 2006 SD45              | 18 de setembre de 2006 | Kitt Peak            | Spacewatch        |
| 431183 | 2006 SX54              | 18 de setembre de 2006 | Catalina             | CSS               |
| 431184 | 2006 SL59              | 19 d'agost de 2006     | Anderson Mesa        | LONEOS            |
| 431185 | 2006 SZ62              | 18 de setembre de 2006 | Anderson Mesa        | LONEOS            |
| 431186 | 2006 SV75              | 19 de setembre de 2006 | Kitt Peak            | Spacewatch        |
| 431187 | 2006 SM76              | 19 de setembre de 2006 | Kitt Peak            | Spacewatch        |
| 431188 | 2006 SH78              | 30 d'agost de 2006     | Anderson Mesa        | LONEOS            |
| 431189 | 2006 SH83              | 18 de setembre de 2006 | Kitt Peak            | Spacewatch        |
| 431190 | 2006 SC84              | 18 de setembre de 2006 | Kitt Peak            | Spacewatch        |
| 431191 | 2006 SH88              | 18 de setembre de 2006 | Kitt Peak            | Spacewatch        |
| 431192 | 2006 SB91              | 18 de setembre de 2006 | Kitt Peak            | Spacewatch        |
| 431193 | 2006 SL99              | 18 de setembre de 2006 | Kitt Peak            | Spacewatch        |
| 431194 | 2006 SB103             | 19 de setembre de 2006 | Kitt Peak            | Spacewatch        |
| 431195 | 2006 SY104             | 19 de setembre de 2006 | Catalina             | CSS               |
| 431196 | 2006 SU108             | 19 de setembre de 2006 | Catalina             | CSS               |
| 431197 | 2006 SG117             | 24 de setembre de 2006 | Kitt Peak            | Spacewatch        |
| 431198 | 2006 SG120             | 18 de setembre de 2006 | Catalina             | CSS               |
| 431199 | 2006 SK129             | 18 de setembre de 2006 | Anderson Mesa        | LONEOS            |
| 431200 | 2006 SH135             | 20 de setembre de 2006 | Catalina             | CSS               |

## 431201– 431300
| Nom    | Designació provisional | Data de descobriment   | Lloc de descobriment | Descobridor/s     |
| ------ | ---------------------- | ---------------------- | -------------------- | ----------------- |
| 431201 | 2006 ST137             | 20 de setembre de 2006 | Catalina             | CSS               |
| 431202 | 2006 SV149             | 19 de setembre de 2006 | Kitt Peak            | Spacewatch        |
| 431203 | 2006 SZ150             | 19 de setembre de 2006 | Kitt Peak            | Spacewatch        |
| 431204 | 2006 SY153             | 20 de setembre de 2006 | Catalina             | CSS               |
| 431205 | 2006 SZ157             | 15 de setembre de 2006 | Kitt Peak            | Spacewatch        |
| 431206 | 2006 SR164             | 25 de setembre de 2006 | Kitt Peak            | Spacewatch        |
| 431207 | 2006 SZ170             | 17 de setembre de 2006 | Kitt Peak            | Spacewatch        |
| 431208 | 2006 SE179             | 25 de setembre de 2006 | Kitt Peak            | Spacewatch        |
| 431209 | 2006 SP179             | 25 de setembre de 2006 | Kitt Peak            | Spacewatch        |
| 431210 | 2006 SA187             | 25 de setembre de 2006 | Mount Lemmon         | Mt. Lemmon Survey |
| 431211 | 2006 SB204             | 18 de setembre de 2006 | Kitt Peak            | Spacewatch        |
| 431212 | 2006 SJ206             | 25 de setembre de 2006 | Kitt Peak            | Spacewatch        |
| 431213 | 2006 SW215             | 27 de setembre de 2006 | Kitt Peak            | Spacewatch        |
| 431214 | 2006 SU220             | 14 de setembre de 2006 | Kitt Peak            | Spacewatch        |
| 431215 | 2006 SE228             | 26 de setembre de 2006 | Kitt Peak            | Spacewatch        |
| 431216 | 2006 SS233             | 26 de setembre de 2006 | Kitt Peak            | Spacewatch        |
| 431217 | 2006 SV240             | 18 de setembre de 2006 | Kitt Peak            | Spacewatch        |
| 431218 | 2006 SK242             | 26 de setembre de 2006 | Kitt Peak            | Spacewatch        |
| 431219 | 2006 SW244             | 26 de setembre de 2006 | Kitt Peak            | Spacewatch        |
| 431220 | 2006 SE251             | 26 de setembre de 2006 | Kitt Peak            | Spacewatch        |
| 431221 | 2006 SF259             | 26 de setembre de 2006 | Kitt Peak            | Spacewatch        |
| 431222 | 2006 SC267             | 26 de setembre de 2006 | Kitt Peak            | Spacewatch        |
| 431223 | 2006 SA284             | 26 de setembre de 2006 | Catalina             | CSS               |
| 431224 | 2006 SN297             | 25 de setembre de 2006 | Mount Lemmon         | Mt. Lemmon Survey |
| 431225 | 2006 SF299             | 26 de setembre de 2006 | Kitt Peak            | Spacewatch        |
| 431226 | 2006 SK323             | 27 de setembre de 2006 | Kitt Peak            | Spacewatch        |
| 431227 | 2006 SK324             | 17 de setembre de 2006 | Kitt Peak            | Spacewatch        |
| 431228 | 2006 ST326             | 19 de setembre de 2006 | Kitt Peak            | Spacewatch        |
| 431229 | 2006 SJ330             | 27 de setembre de 2006 | Kitt Peak            | Spacewatch        |
| 431230 | 2006 SR343             | 28 de setembre de 2006 | Kitt Peak            | Spacewatch        |
| 431231 | 2006 SC360             | 30 de setembre de 2006 | Mount Lemmon         | Mt. Lemmon Survey |
| 431232 | 2006 SW364             | 30 de setembre de 2006 | Catalina             | CSS               |
| 431233 | 2006 SG375             | 17 de setembre de 2006 | Apache Point         | Becker, A. C.     |
| 431234 | 2006 SP388             | 30 de setembre de 2006 | Apache Point         | Becker, A. C.     |
| 431235 | 2006 SU389             | 30 de setembre de 2006 | Apache Point         | Becker, A. C.     |
| 431236 | 2006 SC394             | 30 de setembre de 2006 | Kitt Peak            | Spacewatch        |
| 431237 | 2006 SS399             | 18 de setembre de 2006 | Catalina             | CSS               |
| 431238 | 2006 SX400             | 26 de setembre de 2006 | Mount Lemmon         | Mt. Lemmon Survey |
| 431239 | 2006 TR15              | 11 d'octubre de 2006   | Kitt Peak            | Spacewatch        |
| 431240 | 2006 TX17              | 11 d'octubre de 2006   | Kitt Peak            | Spacewatch        |
| 431241 | 2006 TX25              | 25 de setembre de 2006 | Mount Lemmon         | Mt. Lemmon Survey |
| 431242 | 2006 TE39              | 27 de setembre de 2006 | Mount Lemmon         | Mt. Lemmon Survey |
| 431243 | 2006 TT40              | 12 d'octubre de 2006   | Kitt Peak            | Spacewatch        |
| 431244 | 2006 TE48              | 12 d'octubre de 2006   | Kitt Peak            | Spacewatch        |
| 431245 | 2006 TX57              | 15 d'octubre de 2006   | Catalina             | CSS               |
| 431246 | 2006 TX64              | 11 d'octubre de 2006   | Palomar              | NEAT              |
| 431247 | 2006 TM70              | 19 de setembre de 2006 | Catalina             | CSS               |
| 431248 | 2006 TK80              | 4 d'octubre de 2006    | Mount Lemmon         | Mt. Lemmon Survey |
| 431249 | 2006 TH81              | 13 d'octubre de 2006   | Kitt Peak            | Spacewatch        |
| 431250 | 2006 TM118             | 3 d'octubre de 2006    | Apache Point         | Becker, A. C.     |
| 431251 | 2006 TZ120             | 12 d'octubre de 2006   | Apache Point         | Becker, A. C.     |
| 431252 | 2006 TU123             | 2 d'octubre de 2006    | Mount Lemmon         | Mt. Lemmon Survey |
| 431253 | 2006 UK2               | 17 de setembre de 2006 | Kitt Peak            | Spacewatch        |
| 431254 | 2006 UT4               | 16 d'octubre de 2006   | Kitt Peak            | Spacewatch        |
| 431255 | 2006 UZ12              | 17 d'octubre de 2006   | Mount Lemmon         | Mt. Lemmon Survey |
| 431256 | 2006 UD15              | 17 d'octubre de 2006   | Mount Lemmon         | Mt. Lemmon Survey |
| 431257 | 2006 UQ19              | 25 de setembre de 2006 | Kitt Peak            | Spacewatch        |
| 431258 | 2006 UF23              | 16 d'octubre de 2006   | Kitt Peak            | Spacewatch        |
| 431259 | 2006 UO23              | 16 d'octubre de 2006   | Kitt Peak            | Spacewatch        |
| 431260 | 2006 UM34              | 16 d'octubre de 2006   | Kitt Peak            | Spacewatch        |
| 431261 | 2006 UH37              | 3 d'octubre de 2006    | Mount Lemmon         | Mt. Lemmon Survey |
| 431262 | 2006 UU37              | 16 d'octubre de 2006   | Kitt Peak            | Spacewatch        |
| 431263 | 2006 UV44              | 16 d'octubre de 2006   | Kitt Peak            | Spacewatch        |
| 431264 | 2006 UV48              | 17 de setembre de 2006 | Catalina             | CSS               |
| 431265 | 2006 UT58              | 19 d'octubre de 2006   | Mount Lemmon         | Mt. Lemmon Survey |
| 431266 | 2006 UL68              | 16 d'octubre de 2006   | Kitt Peak            | Spacewatch        |
| 431267 | 2006 UE76              | 23 de setembre de 2006 | Kitt Peak            | Spacewatch        |
| 431268 | 2006 UF77              | 17 d'octubre de 2006   | Kitt Peak            | Spacewatch        |
| 431269 | 2006 UQ89              | 25 de setembre de 2006 | Mount Lemmon         | Mt. Lemmon Survey |
| 431270 | 2006 UX91              | 30 de setembre de 2006 | Mount Lemmon         | Mt. Lemmon Survey |
| 431271 | 2006 UX93              | 18 d'octubre de 2006   | Kitt Peak            | Spacewatch        |
| 431272 | 2006 UZ93              | 2 d'octubre de 2006    | Mount Lemmon         | Mt. Lemmon Survey |
| 431273 | 2006 UW99              | 18 d'octubre de 2006   | Kitt Peak            | Spacewatch        |
| 431274 | 2006 UB105             | 3 d'octubre de 2006    | Mount Lemmon         | Mt. Lemmon Survey |
| 431275 | 2006 UC115             | 28 de setembre de 2006 | Kitt Peak            | Spacewatch        |
| 431276 | 2006 UW115             | 2 d'octubre de 2006    | Kitt Peak            | Spacewatch        |
| 431277 | 2006 UT131             | 19 d'octubre de 2006   | Kitt Peak            | Spacewatch        |
| 431278 | 2006 UG133             | 19 d'octubre de 2006   | Kitt Peak            | Spacewatch        |
| 431279 | 2006 UA139             | 19 d'octubre de 2006   | Kitt Peak            | Spacewatch        |
| 431280 | 2006 UD170             | 21 d'octubre de 2006   | Mount Lemmon         | Mt. Lemmon Survey |
| 431281 | 2006 UY170             | 21 d'octubre de 2006   | Mount Lemmon         | Mt. Lemmon Survey |
| 431282 | 2006 UC177             | 16 de setembre de 2006 | Anderson Mesa        | LONEOS            |
| 431283 | 2006 UN194             | 20 d'octubre de 2006   | Kitt Peak            | Spacewatch        |
| 431284 | 2006 UQ202             | 22 d'octubre de 2006   | Catalina             | CSS               |
| 431285 | 2006 UR213             | 23 d'octubre de 2006   | Kitt Peak            | Spacewatch        |
| 431286 | 2006 UF218             | 27 d'octubre de 2006   | Nyukasa              | Nyukasa           |
| 431287 | 2006 UG218             | 27 d'octubre de 2006   | Nyukasa              | Nyukasa           |
| 431288 | 2006 UQ226             | 2 d'octubre de 2006    | Mount Lemmon         | Mt. Lemmon Survey |
| 431289 | 2006 UL268             | 27 d'octubre de 2006   | Mount Lemmon         | Mt. Lemmon Survey |
| 431290 | 2006 UZ270             | 27 d'octubre de 2006   | Mount Lemmon         | Mt. Lemmon Survey |
| 431291 | 2006 UU272             | 4 d'octubre de 2006    | Mount Lemmon         | Mt. Lemmon Survey |
| 431292 | 2006 UY274             | 25 de setembre de 2006 | Kitt Peak            | Spacewatch        |
| 431293 | 2006 UL287             | 20 d'octubre de 2006   | Kitt Peak            | Spacewatch        |
| 431294 | 2006 UV287             | 29 d'octubre de 2006   | Kitt Peak            | Spacewatch        |
| 431295 | 2006 UO320             | 27 de setembre de 2006 | Mount Lemmon         | Mt. Lemmon Survey |
| 431296 | 2006 UO327             | 23 d'octubre de 2006   | Mount Lemmon         | Mt. Lemmon Survey |
| 431297 | 2006 UC331             | 16 d'octubre de 2006   | Apache Point         | Becker, A. C.     |
| 431298 | 2006 UP337             | 16 d'octubre de 2006   | Kitt Peak            | Spacewatch        |
| 431299 | 2006 UX337             | 22 d'octubre de 2006   | Catalina             | CSS               |
| 431300 | 2006 UV345             | 16 d'octubre de 2006   | Kitt Peak            | Spacewatch        |

## 431301– 431400
| Nom    | Designació provisional | Data de descobriment   | Lloc de descobriment | Descobridor/s     |
| ------ | ---------------------- | ---------------------- | -------------------- | ----------------- |
| 431301 | 2006 VX1               | 7 de novembre de 2006  | Palomar              | NEAT              |
| 431302 | 2006 VU19              | 31 d'octubre de 2006   | Mount Lemmon         | Mt. Lemmon Survey |
| 431303 | 2006 VP56              | 11 de novembre de 2006 | Kitt Peak            | Spacewatch        |
| 431304 | 2006 VQ60              | 11 de novembre de 2006 | Kitt Peak            | Spacewatch        |
| 431305 | 2006 VN67              | 11 de novembre de 2006 | Kitt Peak            | Spacewatch        |
| 431306 | 2006 VG69              | 11 de novembre de 2006 | Kitt Peak            | Spacewatch        |
| 431307 | 2006 VK78              | 23 d'octubre de 2006   | Mount Lemmon         | Mt. Lemmon Survey |
| 431308 | 2006 VC80              | 22 d'octubre de 2006   | Mount Lemmon         | Mt. Lemmon Survey |
| 431309 | 2006 VV86              | 14 de novembre de 2006 | Mount Lemmon         | Mt. Lemmon Survey |
| 431310 | 2006 VR116             | 31 d'octubre de 2006   | Mount Lemmon         | Mt. Lemmon Survey |
| 431311 | 2006 VS132             | 15 de novembre de 2006 | Kitt Peak            | Spacewatch        |
| 431312 | 2006 VM150             | 25 de setembre de 2006 | Mount Lemmon         | Mt. Lemmon Survey |
| 431313 | 2006 VH152             | 9 de novembre de 2006  | Palomar              | NEAT              |
| 431314 | 2006 WX12              | 16 de novembre de 2006 | Mount Lemmon         | Mt. Lemmon Survey |
| 431315 | 2006 WQ55              | 20 de maig de 2004     | Campo Imperatore     | CINEOS            |
| 431316 | 2006 WD56              | 16 de novembre de 2006 | Kitt Peak            | Spacewatch        |
| 431317 | 2006 WV57              | 17 de novembre de 2006 | Kitt Peak            | Spacewatch        |
| 431318 | 2006 WT91              | 30 de setembre de 2006 | Mount Lemmon         | Mt. Lemmon Survey |
| 431319 | 2006 WL103             | 11 de novembre de 2006 | Mount Lemmon         | Mt. Lemmon Survey |
| 431320 | 2006 WY113             | 23 d'octubre de 2006   | Mount Lemmon         | Mt. Lemmon Survey |
| 431321 | 2006 WL130             | 25 de novembre de 2006 | Kitt Peak            | Spacewatch        |
| 431322 | 2006 WW132             | 18 de novembre de 2006 | Kitt Peak            | Spacewatch        |
| 431323 | 2006 WR134             | 18 de novembre de 2006 | Mount Lemmon         | Mt. Lemmon Survey |
| 431324 | 2006 WR139             | 11 de novembre de 2006 | Kitt Peak            | Spacewatch        |
| 431325 | 2006 WQ141             | 20 de novembre de 2006 | Kitt Peak            | Spacewatch        |
| 431326 | 2006 WH155             | 22 de novembre de 2006 | Kitt Peak            | Spacewatch        |
| 431327 | 2006 WP176             | 23 de novembre de 2006 | Mount Lemmon         | Mt. Lemmon Survey |
| 431328 | 2006 WM199             | 31 d'octubre de 2006   | Mount Lemmon         | Mt. Lemmon Survey |
| 431329 | 2006 XN9               | 9 de desembre de 2006  | Kitt Peak            | Spacewatch        |
| 431330 | 2006 XG18              | 10 de desembre de 2006 | Kitt Peak            | Spacewatch        |
| 431331 | 2006 XH20              | 1 de desembre de 2006  | Mount Lemmon         | Mt. Lemmon Survey |
| 431332 | 2006 XR21              | 10 de novembre de 2006 | Kitt Peak            | Spacewatch        |
| 431333 | 2006 XM29              | 22 de novembre de 2006 | Kitt Peak            | Spacewatch        |
| 431334 | 2006 XL45              | 25 de novembre de 2006 | Kitt Peak            | Spacewatch        |
| 431335 | 2006 XR45              | 27 de setembre de 2006 | Mount Lemmon         | Mt. Lemmon Survey |
| 431336 | 2006 XH50              | 13 de desembre de 2006 | Mount Lemmon         | Mt. Lemmon Survey |
| 431337 | 2006 XO55              | 15 de desembre de 2006 | Kitt Peak            | Spacewatch        |
| 431338 | 2006 XS55              | 1 de desembre de 2006  | Mount Lemmon         | Mt. Lemmon Survey |
| 431339 | 2006 XT59              | 21 de novembre de 2006 | Mount Lemmon         | Mt. Lemmon Survey |
| 431340 | 2006 YM7               | 28 de novembre de 2006 | Socorro              | LINEAR            |
| 431341 | 2006 YM55              | 21 de desembre de 2006 | Kitt Peak            | Spacewatch        |
| 431342 | 2007 AK                | 8 de gener de 2007     | Mount Lemmon         | Mt. Lemmon Survey |
| 431343 | 2007 AE22              | 25 de desembre de 1998 | Kitt Peak            | Spacewatch        |
| 431344 | 2007 BC56              | 25 de novembre de 2006 | Mount Lemmon         | Mt. Lemmon Survey |
| 431345 | 2007 BK62              | 27 de gener de 2007    | Catalina             | CSS               |
| 431346 | 2007 BT72              | 24 de gener de 2007    | Nyukasa              | Nyukasa           |
| 431347 | 2007 BA76              | 28 de gener de 2007    | Mount Lemmon         | Mt. Lemmon Survey |
| 431348 | 2007 BQ77              | 25 de gener de 2007    | Kitt Peak            | Spacewatch        |
| 431349 | 2007 BU77              | 28 de gener de 2007    | Kitt Peak            | Spacewatch        |
| 431350 | 2007 BA79              | 27 de gener de 2007    | Mount Lemmon         | Mt. Lemmon Survey |
| 431351 | 2007 BF81              | 27 de gener de 2007    | Kitt Peak            | Spacewatch        |
| 431352 | 2007 CQ1               | 27 de gener de 2007    | Kitt Peak            | Spacewatch        |
| 431353 | 2007 CU10              | 27 de gener de 2007    | Mount Lemmon         | Mt. Lemmon Survey |
| 431354 | 2007 CZ29              | 6 de febrer de 2007    | Mount Lemmon         | Mt. Lemmon Survey |
| 431355 | 2007 CF49              | 10 de febrer de 2007   | Mount Lemmon         | Mt. Lemmon Survey |
| 431356 | 2007 CY50              | 8 de febrer de 2007    | Kitt Peak            | Spacewatch        |
| 431357 | 2007 DL5               | 28 de gener de 2007    | Kitt Peak            | Spacewatch        |
| 431358 | 2007 DX73              | 21 de febrer de 2007   | Kitt Peak            | Spacewatch        |
| 431359 | 2007 DT77              | 22 de febrer de 2007   | Anderson Mesa        | LONEOS            |
| 431360 | 2007 DE79              | 23 de febrer de 2007   | Kitt Peak            | Spacewatch        |
| 431361 | 2007 DJ82              | 23 de febrer de 2007   | Kitt Peak            | Spacewatch        |
| 431362 | 2007 DQ83              | 28 de gener de 2007    | Mount Lemmon         | Mt. Lemmon Survey |
| 431363 | 2007 DU85              | 27 de gener de 2007    | Mount Lemmon         | Mt. Lemmon Survey |
| 431364 | 2007 DV88              | 23 de febrer de 2007   | Kitt Peak            | Spacewatch        |
| 431365 | 2007 DR94              | 23 de febrer de 2007   | Kitt Peak            | Spacewatch        |
| 431366 | 2007 DP98              | 25 de febrer de 2007   | Mount Lemmon         | Mt. Lemmon Survey |
| 431367 | 2007 DS102             | 25 de febrer de 2007   | Mount Lemmon         | Mt. Lemmon Survey |
| 431368 | 2007 DN103             | 21 de febrer de 2007   | Kitt Peak            | Buie, M. W.       |
| 431369 | 2007 DN111             | 1 de novembre de 2005  | Mount Lemmon         | Mt. Lemmon Survey |
| 431370 | 2007 ES1               | 9 de març de 2007      | Kitt Peak            | Spacewatch        |
| 431371 | 2007 EH17              | 23 de febrer de 2007   | Mount Lemmon         | Mt. Lemmon Survey |
| 431372 | 2007 ES22              | 23 de febrer de 2007   | Mount Lemmon         | Mt. Lemmon Survey |
| 431373 | 2007 ES64              | 10 de març de 2007     | Kitt Peak            | Spacewatch        |
| 431374 | 2007 EN67              | 8 de setembre de 2004  | Socorro              | LINEAR            |
| 431375 | 2007 EN77              | 10 de març de 2007     | Mount Lemmon         | Mt. Lemmon Survey |
| 431376 | 2007 EX96              | 10 de març de 2007     | Mount Lemmon         | Mt. Lemmon Survey |
| 431377 | 2007 EF101             | 11 de març de 2007     | Kitt Peak            | Spacewatch        |
| 431378 | 2007 EP110             | 11 de març de 2007     | Kitt Peak            | Spacewatch        |
| 431379 | 2007 EQ120             | 14 de març de 2007     | Anderson Mesa        | LONEOS            |
| 431380 | 2007 EN136             | 21 de febrer de 2007   | Kitt Peak            | Spacewatch        |
| 431381 | 2007 ER136             | 10 de març de 2007     | Kitt Peak            | Spacewatch        |
| 431382 | 2007 EL152             | 12 de març de 2007     | Mount Lemmon         | Mt. Lemmon Survey |
| 431383 | 2007 EB170             | 14 de març de 2007     | Socorro              | LINEAR            |
| 431384 | 2007 ET177             | 14 de març de 2007     | Kitt Peak            | Spacewatch        |
| 431385 | 2007 EG193             | 14 de març de 2007     | Mount Lemmon         | Mt. Lemmon Survey |
| 431386 | 2007 EK197             | 15 de març de 2007     | Kitt Peak            | Spacewatch        |
| 431387 | 2007 EM198             | 12 de març de 2007     | Kitt Peak            | Spacewatch        |
| 431388 | 2007 EW198             | 10 de març de 2007     | Catalina             | CSS               |
| 431389 | 2007 EE199             | 10 de març de 2007     | Catalina             | CSS               |
| 431390 | 2007 EM201             | 12 de març de 2007     | Catalina             | CSS               |
| 431391 | 2007 EQ215             | 16 de desembre de 2006 | Mount Lemmon         | Mt. Lemmon Survey |
| 431392 | 2007 FJ8               | 16 de març de 2007     | Mount Lemmon         | Mt. Lemmon Survey |
| 431393 | 2007 FX21              | 10 de març de 2007     | Mount Lemmon         | Mt. Lemmon Survey |
| 431394 | 2007 FS35              | 20 de març de 2007     | Kitt Peak            | Spacewatch        |
| 431395 | 2007 FG37              | 26 de març de 2007     | Mount Lemmon         | Mt. Lemmon Survey |
| 431396 | 2007 FG47              | 20 de març de 2007     | Catalina             | CSS               |
| 431397 | 2007 GD6               | 14 d'abril de 2007     | Heidelberg           | Hormuth, F.       |
| 431398 | 2007 GR17              | 11 d'abril de 2007     | Kitt Peak            | Spacewatch        |
| 431399 | 2007 GJ21              | 26 de febrer de 2007   | Mount Lemmon         | Mt. Lemmon Survey |
| 431400 | 2007 GR33              | 11 d'abril de 2007     | Mount Lemmon         | Mt. Lemmon Survey |

## 431401– 431500
| Nom    | Designació provisional | Data de descobriment   | Lloc de descobriment | Descobridor/s     |
| ------ | ---------------------- | ---------------------- | -------------------- | ----------------- |
| 431401 | 2007 GX38              | 26 de març de 2007     | Mount Lemmon         | Mt. Lemmon Survey |
| 431402 | 2007 GD40              | 14 d'abril de 2007     | Kitt Peak            | Spacewatch        |
| 431403 | 2007 GU41              | 14 d'abril de 2007     | Kitt Peak            | Spacewatch        |
| 431404 | 2007 GL42              | 14 d'abril de 2007     | Kitt Peak            | Spacewatch        |
| 431405 | 2007 GQ46              | 14 d'abril de 2007     | Kitt Peak            | Spacewatch        |
| 431406 | 2007 GP51              | 13 d'abril de 2007     | Črni Vrh             | Crni Vrh          |
| 431407 | 2007 GO61              | 15 d'abril de 2007     | Kitt Peak            | Spacewatch        |
| 431408 | 2007 GM65              | 15 d'abril de 2007     | Kitt Peak            | Spacewatch        |
| 431409 | 2007 GC67              | 15 d'abril de 2007     | Kitt Peak            | Spacewatch        |
| 431410 | 2007 HX27              | 18 d'abril de 2007     | Kitt Peak            | Spacewatch        |
| 431411 | 2007 HD53              | 20 d'abril de 2007     | Kitt Peak            | Spacewatch        |
| 431412 | 2007 HV69              | 24 d'abril de 2007     | Kitt Peak            | Spacewatch        |
| 431413 | 2007 HG76              | 14 de març de 2007     | Mount Lemmon         | Mt. Lemmon Survey |
| 431414 | 2007 HL83              | 23 d'abril de 2007     | Kitt Peak            | Spacewatch        |
| 431415 | 2007 HM87              | 24 d'abril de 2007     | Kitt Peak            | Spacewatch        |
| 431416 | 2007 HS87              | 25 d'abril de 2007     | Kitt Peak            | Spacewatch        |
| 431417 | 2007 HB90              | 18 d'abril de 2007     | Catalina             | CSS               |
| 431418 | 2007 HZ97              | 25 d'abril de 2007     | Mount Lemmon         | Mt. Lemmon Survey |
| 431419 | 2007 JF15              | 18 d'abril de 2007     | Kitt Peak            | Spacewatch        |
| 431420 | 2007 JV25              | 30 de gener de 2006    | Kitt Peak            | Spacewatch        |
| 431421 | 2007 JE41              | 25 d'abril de 2007     | Kitt Peak            | Spacewatch        |
| 431422 | 2007 LM2               | 8 de juny de 2007      | Kitt Peak            | Spacewatch        |
| 431423 | 2007 LY5               | 8 de juny de 2007      | Kitt Peak            | Spacewatch        |
| 431424 | 2007 LU9               | 8 de juny de 2007      | Kitt Peak            | Spacewatch        |
| 431425 | 2007 LL15              | 12 de maig de 2007     | Mount Lemmon         | Mt. Lemmon Survey |
| 431426 | 2007 LE17              | 7 de maig de 2007      | Kitt Peak            | Spacewatch        |
| 431427 | 2007 LS17              | 9 de maig de 2007      | Kitt Peak            | Spacewatch        |
| 431428 | 2007 LF34              | 8 de juny de 2007      | Kitt Peak            | Spacewatch        |
| 431429 | 2007 MZ4               | 11 de maig de 2007     | Mount Lemmon         | Mt. Lemmon Survey |
| 431430 | 2007 MV10              | 21 de juny de 2007     | Mount Lemmon         | Mt. Lemmon Survey |
| 431431 | 2007 MB22              | 14 de juny de 2007     | Kitt Peak            | Spacewatch        |
| 431432 | 2007 OV5               | 22 de juliol de 2007   | Lulin                | LUSS              |
| 431433 | 2007 PT23              | 12 d'agost de 2007     | Socorro              | LINEAR            |
| 431434 | 2007 PZ24              | 12 d'agost de 2007     | Socorro              | LINEAR            |
| 431435 | 2007 PE26              | 11 d'agost de 2007     | Socorro              | LINEAR            |
| 431436 | 2007 QJ3               | 18 d'agost de 2007     | Gaisberg             | Gierlinger, R.    |
| 431437 | 2007 QP7               | 21 d'agost de 2007     | Anderson Mesa        | LONEOS            |
| 431438 | 2007 RV                | 3 de setembre de 2007  | Eskridge             | Hug, G.           |
| 431439 | 2007 RP23              | 13 d'agost de 2007     | Socorro              | LINEAR            |
| 431440 | 2007 RN29              | 4 de setembre de 2007  | Catalina             | CSS               |
| 431441 | 2007 RE48              | 9 de setembre de 2007  | Mount Lemmon         | Mt. Lemmon Survey |
| 431442 | 2007 RX49              | 9 de setembre de 2007  | Mount Lemmon         | Mt. Lemmon Survey |
| 431443 | 2007 RU51              | 9 de setembre de 2007  | Kitt Peak            | Spacewatch        |
| 431444 | 2007 RL82              | 10 de setembre de 2007 | Mount Lemmon         | Mt. Lemmon Survey |
| 431445 | 2007 RR129             | 14 de març de 2004     | Kitt Peak            | Spacewatch        |
| 431446 | 2007 RD135             | 12 de setembre de 2007 | Mount Lemmon         | Mt. Lemmon Survey |
| 431447 | 2007 RE140             | 13 de setembre de 2007 | Socorro              | LINEAR            |
| 431448 | 2007 RK141             | 13 de setembre de 2007 | Socorro              | LINEAR            |
| 431449 | 2007 RW162             | 8 d'abril de 2006      | Kitt Peak            | Spacewatch        |
| 431450 | 2007 RF174             | 10 de setembre de 2007 | Kitt Peak            | Spacewatch        |
| 431451 | 2007 RF176             | 9 de setembre de 2007  | Mount Lemmon         | Mt. Lemmon Survey |
| 431452 | 2007 RH201             | 13 de setembre de 2007 | Kitt Peak            | Spacewatch        |
| 431453 | 2007 RL201             | 13 de setembre de 2007 | Kitt Peak            | Spacewatch        |
| 431454 | 2007 RB203             | 13 de setembre de 2007 | Kitt Peak            | Spacewatch        |
| 431455 | 2007 RG209             | 10 de setembre de 2007 | Kitt Peak            | Spacewatch        |
| 431456 | 2007 RX232             | 12 de setembre de 2007 | Dauban               | Chante-Perdrix    |
| 431457 | 2007 RT266             | 15 de setembre de 2007 | Mount Lemmon         | Mt. Lemmon Survey |
| 431458 | 2007 RG274             | 23 d'agost de 2007     | Kitt Peak            | Spacewatch        |
| 431459 | 2007 RV279             | 9 de setembre de 2007  | Anderson Mesa        | LONEOS            |
| 431460 | 2007 RA281             | 13 de setembre de 2007 | Catalina             | CSS               |
| 431461 | 2007 RU284             | 12 de setembre de 2007 | Mount Lemmon         | Mt. Lemmon Survey |
| 431462 | 2007 RH287             | 9 de setembre de 2007  | Mount Lemmon         | Mt. Lemmon Survey |
| 431463 | 2007 RZ287             | 10 de setembre de 2007 | Kitt Peak            | Spacewatch        |
| 431464 | 2007 RU288             | 14 de setembre de 2007 | Mount Lemmon         | Mt. Lemmon Survey |
| 431465 | 2007 RV289             | 14 de setembre de 2007 | Catalina             | CSS               |
| 431466 | 2007 RY297             | 5 de setembre de 2007  | Catalina             | CSS               |
| 431467 | 2007 RW301             | 14 de setembre de 2007 | Mount Lemmon         | Mt. Lemmon Survey |
| 431468 | 2007 RY313             | 13 de setembre de 2007 | Mount Lemmon         | Mt. Lemmon Survey |
| 431469 | 2007 RE316             | 4 de setembre de 2007  | Catalina             | CSS               |
| 431470 | 2007 RE319             | 12 de setembre de 2007 | Catalina             | CSS               |
| 431471 | 2007 RL319             | 12 de setembre de 2007 | Mount Lemmon         | Mt. Lemmon Survey |
| 431472 | 2007 RH321             | 13 de setembre de 2007 | Anderson Mesa        | LONEOS            |
| 431473 | 2007 SO2               | 20 de setembre de 2007 | Farra d'Isonzo       | Farra d'Isonzo    |
| 431474 | 2007 SE13              | 9 de setembre de 2007  | Kitt Peak            | Spacewatch        |
| 431475 | 2007 SD21              | 18 de setembre de 2007 | Catalina             | CSS               |
| 431476 | 2007 TY1               | 26 de març de 2006     | Mount Lemmon         | Mt. Lemmon Survey |
| 431477 | 2007 TT8               | 6 d'octubre de 2007    | Bergisch Gladbach    | Bickel, W.        |
| 431478 | 2007 TG21              | 9 d'octubre de 2007    | Dauban               | Chante-Perdrix    |
| 431479 | 2007 TJ25              | 24 de setembre de 2007 | Kitt Peak            | Spacewatch        |
| 431480 | 2007 TZ25              | 4 d'octubre de 2007    | Kitt Peak            | Spacewatch        |
| 431481 | 2007 TP28              | 4 d'octubre de 2007    | Kitt Peak            | Spacewatch        |
| 431482 | 2007 TK29              | 4 d'octubre de 2007    | Kitt Peak            | Spacewatch        |
| 431483 | 2007 TO40              | 6 d'octubre de 2007    | Kitt Peak            | Spacewatch        |
| 431484 | 2007 TU40              | 6 d'octubre de 2007    | Kitt Peak            | Spacewatch        |
| 431485 | 2007 TM45              | 7 d'octubre de 2007    | Mount Lemmon         | Mt. Lemmon Survey |
| 431486 | 2007 TD48              | 4 d'octubre de 2007    | Kitt Peak            | Spacewatch        |
| 431487 | 2007 TT51              | 4 d'octubre de 2007    | Kitt Peak            | Spacewatch        |
| 431488 | 2007 TP55              | 4 d'octubre de 2007    | Kitt Peak            | Spacewatch        |
| 431489 | 2007 TN58              | 7 d'abril de 2005      | Kitt Peak            | Spacewatch        |
| 431490 | 2007 TR61              | 7 d'octubre de 2007    | Mount Lemmon         | Mt. Lemmon Survey |
| 431491 | 2007 TV63              | 7 d'octubre de 2007    | Mount Lemmon         | Mt. Lemmon Survey |
| 431492 | 2007 TQ70              | 12 d'octubre de 2007   | Goodricke-Pigott     | Tucker, R. A.     |
| 431493 | 2007 TW71              | 15 de gener de 2004    | Kitt Peak            | Spacewatch        |
| 431494 | 2007 TF78              | 5 d'octubre de 2007    | Kitt Peak            | Spacewatch        |
| 431495 | 2007 TQ84              | 8 d'octubre de 2007    | Kitt Peak            | Spacewatch        |
| 431496 | 2007 TX91              | 4 d'octubre de 2007    | Catalina             | CSS               |
| 431497 | 2007 TH95              | 7 d'octubre de 2007    | Catalina             | CSS               |
| 431498 | 2007 TH98              | 8 d'octubre de 2007    | Mount Lemmon         | Mt. Lemmon Survey |
| 431499 | 2007 TO112             | 8 d'octubre de 2007    | Mount Lemmon         | Mt. Lemmon Survey |
| 431500 | 2007 TQ113             | 8 d'octubre de 2007    | Anderson Mesa        | LONEOS            |

## 431501– 431600
| Nom    | Designació provisional | Data de descobriment   | Lloc de descobriment | Descobridor/s     |
| ------ | ---------------------- | ---------------------- | -------------------- | ----------------- |
| 431501 | 2007 TU123             | 6 d'octubre de 2007    | Kitt Peak            | Spacewatch        |
| 431502 | 2007 TE126             | 6 d'octubre de 2007    | Kitt Peak            | Spacewatch        |
| 431503 | 2007 TQ136             | 8 d'octubre de 2007    | Catalina             | CSS               |
| 431504 | 2007 TT136             | 13 de setembre de 2007 | Catalina             | CSS               |
| 431505 | 2007 TR145             | 15 de setembre de 2007 | Mount Lemmon         | Mt. Lemmon Survey |
| 431506 | 2007 TW162             | 11 d'octubre de 2007   | Socorro              | LINEAR            |
| 431507 | 2007 TB166             | 10 d'octubre de 2007   | Catalina             | CSS               |
| 431508 | 2007 TD173             | 4 d'octubre de 2007    | Kitt Peak            | Spacewatch        |
| 431509 | 2007 TD177             | 6 d'octubre de 2007    | Kitt Peak            | Spacewatch        |
| 431510 | 2007 TR179             | 7 d'octubre de 2007    | Mount Lemmon         | Mt. Lemmon Survey |
| 431511 | 2007 TU179             | 7 d'octubre de 2007    | Mount Lemmon         | Mt. Lemmon Survey |
| 431512 | 2007 TQ183             | 9 d'octubre de 2007    | Mount Lemmon         | Mt. Lemmon Survey |
| 431513 | 2007 TU185             | 11 d'octubre de 2007   | Catalina             | CSS               |
| 431514 | 2007 TA187             | 13 d'octubre de 2007   | Socorro              | LINEAR            |
| 431515 | 2007 TC187             | 13 d'octubre de 2007   | Socorro              | LINEAR            |
| 431516 | 2007 TB188             | 11 d'octubre de 2007   | Kitt Peak            | Spacewatch        |
| 431517 | 2007 TN192             | 5 d'octubre de 2007    | Kitt Peak            | Spacewatch        |
| 431518 | 2007 TL196             | 7 d'octubre de 2007    | Mount Lemmon         | Mt. Lemmon Survey |
| 431519 | 2007 TE199             | 8 d'octubre de 2007    | Kitt Peak            | Spacewatch        |
| 431520 | 2007 TQ212             | 7 d'octubre de 2007    | Kitt Peak            | Spacewatch        |
| 431521 | 2007 TD215             | 7 d'octubre de 2007    | Kitt Peak            | Spacewatch        |
| 431522 | 2007 TL228             | 8 d'octubre de 2007    | Kitt Peak            | Spacewatch        |
| 431523 | 2007 TM228             | 8 d'octubre de 2007    | Kitt Peak            | Spacewatch        |
| 431524 | 2007 TV254             | 9 d'octubre de 2007    | Kitt Peak            | Spacewatch        |
| 431525 | 2007 TZ256             | 10 d'octubre de 2007   | Kitt Peak            | Spacewatch        |
| 431526 | 2007 TR268             | 9 d'octubre de 2007    | Kitt Peak            | Spacewatch        |
| 431527 | 2007 TX268             | 9 d'octubre de 2007    | Kitt Peak            | Spacewatch        |
| 431528 | 2007 TP270             | 9 d'octubre de 2007    | Kitt Peak            | Spacewatch        |
| 431529 | 2007 TC287             | 4 d'octubre de 2007    | Catalina             | CSS               |
| 431530 | 2007 TY299             | 4 d'octubre de 2007    | Kitt Peak            | Spacewatch        |
| 431531 | 2007 TB307             | 8 d'octubre de 2007    | Mount Lemmon         | Mt. Lemmon Survey |
| 431532 | 2007 TE317             | 15 de setembre de 2007 | Mount Lemmon         | Mt. Lemmon Survey |
| 431533 | 2007 TN323             | 25 de setembre de 2007 | Mount Lemmon         | Mt. Lemmon Survey |
| 431534 | 2007 TJ343             | 10 d'octubre de 2007   | Mount Lemmon         | Mt. Lemmon Survey |
| 431535 | 2007 TJ344             | 10 d'octubre de 2007   | Mount Lemmon         | Mt. Lemmon Survey |
| 431536 | 2007 TZ369             | 12 d'octubre de 2007   | Catalina             | CSS               |
| 431537 | 2007 TF381             | 6 d'octubre de 2007    | Kitt Peak            | Spacewatch        |
| 431538 | 2007 TK381             | 14 d'octubre de 2007   | Kitt Peak            | Spacewatch        |
| 431539 | 2007 TP381             | 15 de setembre de 2007 | Mount Lemmon         | Mt. Lemmon Survey |
| 431540 | 2007 TF383             | 14 d'octubre de 2007   | Kitt Peak            | Spacewatch        |
| 431541 | 2007 TN399             | 15 d'octubre de 2007   | Kitt Peak            | Spacewatch        |
| 431542 | 2007 TL405             | 15 d'octubre de 2007   | Kitt Peak            | Spacewatch        |
| 431543 | 2007 TS427             | 10 d'octubre de 2007   | Kitt Peak            | Spacewatch        |
| 431544 | 2007 TY431             | 7 d'octubre de 2007    | Catalina             | CSS               |
| 431545 | 2007 TF433             | 8 d'octubre de 2007    | Mount Lemmon         | Mt. Lemmon Survey |
| 431546 | 2007 TK433             | 10 d'octubre de 2007   | Catalina             | CSS               |
| 431547 | 2007 TD435             | 10 d'octubre de 2007   | Catalina             | CSS               |
| 431548 | 2007 TU440             | 8 d'octubre de 2007    | Catalina             | CSS               |
| 431549 | 2007 TD442             | 10 d'octubre de 2007   | Catalina             | CSS               |
| 431550 | 2007 TQ442             | 9 d'octubre de 2007    | Catalina             | CSS               |
| 431551 | 2007 TR444             | 9 d'octubre de 2007    | Kitt Peak            | Spacewatch        |
| 431552 | 2007 TS444             | 9 d'octubre de 2007    | Kitt Peak            | Spacewatch        |
| 431553 | 2007 TC445             | 12 d'octubre de 2007   | Catalina             | CSS               |
| 431554 | 2007 TT446             | 10 d'octubre de 2007   | Catalina             | CSS               |
| 431555 | 2007 TU448             | 9 d'octubre de 2007    | Kitt Peak            | Spacewatch        |
| 431556 | 2007 TN449             | 10 d'octubre de 2007   | Kitt Peak            | Spacewatch        |
| 431557 | 2007 TC450             | 10 d'octubre de 2007   | Mount Lemmon         | Mt. Lemmon Survey |
| 431558 | 2007 UW13              | 16 d'octubre de 2007   | Mount Lemmon         | Mt. Lemmon Survey |
| 431559 | 2007 UP38              | 20 d'octubre de 2007   | Mount Lemmon         | Mt. Lemmon Survey |
| 431560 | 2007 UK39              | 20 d'octubre de 2007   | Catalina             | CSS               |
| 431561 | 2007 UD42              | 7 d'octubre de 2007    | Kitt Peak            | Spacewatch        |
| 431562 | 2007 UR42              | 25 de setembre de 2007 | Mount Lemmon         | Mt. Lemmon Survey |
| 431563 | 2007 UF45              | 18 d'octubre de 2007   | Mount Lemmon         | Mt. Lemmon Survey |
| 431564 | 2007 UV83              | 11 d'octubre de 2007   | Kitt Peak            | Spacewatch        |
| 431565 | 2007 UE92              | 31 d'octubre de 2007   | Mount Lemmon         | Mt. Lemmon Survey |
| 431566 | 2007 UZ102             | 30 d'octubre de 2007   | Mount Lemmon         | Mt. Lemmon Survey |
| 431567 | 2007 UC103             | 18 de setembre de 2007 | Mount Lemmon         | Mt. Lemmon Survey |
| 431568 | 2007 UO105             | 30 d'octubre de 2007   | Kitt Peak            | Spacewatch        |
| 431569 | 2007 UO111             | 30 d'octubre de 2007   | Mount Lemmon         | Mt. Lemmon Survey |
| 431570 | 2007 UU115             | 31 d'octubre de 2007   | Kitt Peak            | Spacewatch        |
| 431571 | 2007 UR126             | 16 d'octubre de 2007   | Mount Lemmon         | Mt. Lemmon Survey |
| 431572 | 2007 UZ126             | 20 d'octubre de 2007   | Mount Lemmon         | Mt. Lemmon Survey |
| 431573 | 2007 UF128             | 20 d'octubre de 2007   | Kitt Peak            | Spacewatch        |
| 431574 | 2007 VQ2               | 1 de novembre de 2007  | Kitt Peak            | Spacewatch        |
| 431575 | 2007 VV4               | 4 de novembre de 2007  | La Sagra             | OAM               |
| 431576 | 2007 VH24              | 2 de novembre de 2007  | Mount Lemmon         | Mt. Lemmon Survey |
| 431577 | 2007 VH26              | 2 de novembre de 2007  | Mount Lemmon         | Mt. Lemmon Survey |
| 431578 | 2007 VW32              | 2 de novembre de 2007  | Kitt Peak            | Spacewatch        |
| 431579 | 2007 VX35              | 2 de novembre de 2007  | Kitt Peak            | Spacewatch        |
| 431580 | 2007 VE44              | 1 de novembre de 2007  | Kitt Peak            | Spacewatch        |
| 431581 | 2007 VA56              | 1 de novembre de 2007  | Kitt Peak            | Spacewatch        |
| 431582 | 2007 VD56              | 1 de novembre de 2007  | Kitt Peak            | Spacewatch        |
| 431583 | 2007 VO72              | 1 de novembre de 2007  | Kitt Peak            | Spacewatch        |
| 431584 | 2007 VV97              | 1 de novembre de 2007  | Kitt Peak            | Spacewatch        |
| 431585 | 2007 VQ98              | 2 de novembre de 2007  | Kitt Peak            | Spacewatch        |
| 431586 | 2007 VM103             | 10 d'octubre de 2007   | Catalina             | CSS               |
| 431587 | 2007 VX106             | 3 de novembre de 2007  | Kitt Peak            | Spacewatch        |
| 431588 | 2007 VO108             | 10 d'octubre de 2007   | Mount Lemmon         | Mt. Lemmon Survey |
| 431589 | 2007 VJ114             | 20 d'octubre de 2007   | Mount Lemmon         | Mt. Lemmon Survey |
| 431590 | 2007 VT120             | 5 de novembre de 2007  | Kitt Peak            | Spacewatch        |
| 431591 | 2007 VC124             | 6 d'octubre de 2007    | Kitt Peak            | Spacewatch        |
| 431592 | 2007 VS160             | 5 de novembre de 2007  | Kitt Peak            | Spacewatch        |
| 431593 | 2007 VU160             | 5 de novembre de 2007  | Kitt Peak            | Spacewatch        |
| 431594 | 2007 VO166             | 5 de novembre de 2007  | Kitt Peak            | Spacewatch        |
| 431595 | 2007 VA172             | 7 de novembre de 2007  | Kitt Peak            | Spacewatch        |
| 431596 | 2007 VA183             | 2 de novembre de 2007  | Socorro              | LINEAR            |
| 431597 | 2007 VX183             | 14 d'octubre de 2007   | Mount Lemmon         | Mt. Lemmon Survey |
| 431598 | 2007 VO188             | 9 de novembre de 2007  | Bisei SG Center      | BATTeRS           |
| 431599 | 2007 VV189             | 14 de novembre de 2007 | La Sagra             | OAM               |
| 431600 | 2007 VM190             | 4 de novembre de 2007  | Kitt Peak            | Spacewatch        |

## 431601– 431700
| Nom    | Designació provisional | Data de descobriment   | Lloc de descobriment | Descobridor/s     |
| ------ | ---------------------- | ---------------------- | -------------------- | ----------------- |
| 431601 | 2007 VJ202             | 6 de novembre de 2007  | Kitt Peak            | Spacewatch        |
| 431602 | 2007 VK211             | 9 de novembre de 2007  | Kitt Peak            | Spacewatch        |
| 431603 | 2007 VN213             | 9 de novembre de 2007  | Kitt Peak            | Spacewatch        |
| 431604 | 2007 VW215             | 9 de novembre de 2007  | Kitt Peak            | Spacewatch        |
| 431605 | 2007 VS232             | 7 de novembre de 2007  | Kitt Peak            | Spacewatch        |
| 431606 | 2007 VL233             | 8 de novembre de 2007  | Kitt Peak            | Spacewatch        |
| 431607 | 2007 VN238             | 13 de novembre de 2007 | Kitt Peak            | Spacewatch        |
| 431608 | 2007 VS247             | 13 de novembre de 2007 | Mount Lemmon         | Mt. Lemmon Survey |
| 431609 | 2007 VB248             | 13 de novembre de 2007 | Mount Lemmon         | Mt. Lemmon Survey |
| 431610 | 2007 VX248             | 10 de març de 2005     | Kitt Peak            | Spacewatch        |
| 431611 | 2007 VF254             | 10 d'octubre de 2007   | Kitt Peak            | Spacewatch        |
| 431612 | 2007 VE255             | 20 d'octubre de 2007   | Mount Lemmon         | Mt. Lemmon Survey |
| 431613 | 2007 VX273             | 12 de novembre de 2007 | Catalina             | CSS               |
| 431614 | 2007 VO276             | 4 de novembre de 2007  | Kitt Peak            | Spacewatch        |
| 431615 | 2007 VU279             | 30 d'octubre de 2007   | Kitt Peak            | Spacewatch        |
| 431616 | 2007 VR291             | 14 de novembre de 2007 | Kitt Peak            | Spacewatch        |
| 431617 | 2007 VX307             | 5 de novembre de 2007  | Kitt Peak            | Spacewatch        |
| 431618 | 2007 VT309             | 3 de novembre de 2007  | Mount Lemmon         | Mt. Lemmon Survey |
| 431619 | 2007 VB310             | 5 de novembre de 2007  | Kitt Peak            | Spacewatch        |
| 431620 | 2007 VS318             | 9 de novembre de 2007  | Mount Lemmon         | Mt. Lemmon Survey |
| 431621 | 2007 VT318             | 12 de novembre de 2007 | Mount Lemmon         | Mt. Lemmon Survey |
| 431622 | 2007 VV321             | 8 de novembre de 2007  | Catalina             | CSS               |
| 431623 | 2007 VG328             | 8 de novembre de 2007  | Socorro              | LINEAR            |
| 431624 | 2007 WE1               | 21 d'octubre de 2007   | Catalina             | CSS               |
| 431625 | 2007 WX3               | 18 de novembre de 2007 | Wrightwood           | Young, J. W.      |
| 431626 | 2007 WW21              | 1 de novembre de 2007  | Kitt Peak            | Spacewatch        |
| 431627 | 2007 WH22              | 18 d'octubre de 2007   | Kitt Peak            | Spacewatch        |
| 431628 | 2007 WW23              | 18 de novembre de 2007 | Mount Lemmon         | Mt. Lemmon Survey |
| 431629 | 2007 WN25              | 2 de novembre de 2007  | Kitt Peak            | Spacewatch        |
| 431630 | 2007 WB32              | 2 de novembre de 2007  | Kitt Peak            | Spacewatch        |
| 431631 | 2007 WJ49              | 20 de novembre de 2007 | Mount Lemmon         | Mt. Lemmon Survey |
| 431632 | 2007 WK50              | 20 de novembre de 2007 | Mount Lemmon         | Mt. Lemmon Survey |
| 431633 | 2007 XQ1               | 3 de desembre de 2007  | Catalina             | CSS               |
| 431634 | 2007 XT11              | 4 de desembre de 2007  | Kitt Peak            | Spacewatch        |
| 431635 | 2007 XF19              | 10 de setembre de 2007 | Mount Lemmon         | Mt. Lemmon Survey |
| 431636 | 2007 YQ62              | 30 de desembre de 2007 | Kitt Peak            | Spacewatch        |
| 431637 | 2007 YS69              | 30 de desembre de 2007 | Mount Lemmon         | Mt. Lemmon Survey |
| 431638 | 2007 YZ69              | 13 de novembre de 2007 | Mount Lemmon         | Mt. Lemmon Survey |
| 431639 | 2008 AM6               | 10 de gener de 2008    | Mount Lemmon         | Mt. Lemmon Survey |
| 431640 | 2008 AU14              | 10 de gener de 2008    | Kitt Peak            | Spacewatch        |
| 431641 | 2008 AY27              | 10 de gener de 2008    | Mount Lemmon         | Mt. Lemmon Survey |
| 431642 | 2008 AR34              | 10 de gener de 2008    | Kitt Peak            | Spacewatch        |
| 431643 | 2008 AZ36              | 10 de gener de 2008    | Kitt Peak            | Spacewatch        |
| 431644 | 2008 AK52              | 11 de gener de 2008    | Mount Lemmon         | Mt. Lemmon Survey |
| 431645 | 2008 AG83              | 28 de desembre de 2007 | Kitt Peak            | Spacewatch        |
| 431646 | 2008 AF99              | 14 de gener de 2008    | Kitt Peak            | Spacewatch        |
| 431647 | 2008 AB114             | 10 d'abril de 2005     | Mount Lemmon         | Mt. Lemmon Survey |
| 431648 | 2008 AD116             | 11 de gener de 2008    | Kitt Peak            | Spacewatch        |
| 431649 | 2008 BM8               | 16 de gener de 2008    | Kitt Peak            | Spacewatch        |
| 431650 | 2008 BY18              | 29 de gener de 2008    | La Sagra             | OAM               |
| 431651 | 2008 BH21              | 30 de gener de 2008    | Mount Lemmon         | Mt. Lemmon Survey |
| 431652 | 2008 BL32              | 30 de gener de 2008    | Mount Lemmon         | Mt. Lemmon Survey |
| 431653 | 2008 BP39              | 30 de gener de 2008    | Catalina             | CSS               |
| 431654 | 2008 BG49              | 30 de gener de 2008    | Mount Lemmon         | Mt. Lemmon Survey |
| 431655 | 2008 BC52              | 19 de gener de 2008    | Mount Lemmon         | Mt. Lemmon Survey |
| 431656 | 2008 CD5               | 18 de gener de 2008    | Catalina             | CSS               |
| 431657 | 2008 CJ17              | 11 de gener de 2008    | Kitt Peak            | Spacewatch        |
| 431658 | 2008 CR21              | 19 de desembre de 2007 | Mount Lemmon         | Mt. Lemmon Survey |
| 431659 | 2008 CE25              | 1 de febrer de 2008    | Kitt Peak            | Spacewatch        |
| 431660 | 2008 CS29              | 2 de febrer de 2008    | Kitt Peak            | Spacewatch        |
| 431661 | 2008 CQ43              | 2 de febrer de 2008    | Kitt Peak            | Spacewatch        |
| 431662 | 2008 CG45              | 2 de febrer de 2008    | Kitt Peak            | Spacewatch        |
| 431663 | 2008 CC60              | 7 de febrer de 2008    | Kitt Peak            | Spacewatch        |
| 431664 | 2008 CX75              | 3 de febrer de 2008    | Kitt Peak            | Spacewatch        |
| 431665 | 2008 CZ75              | 3 de febrer de 2008    | Kitt Peak            | Spacewatch        |
| 431666 | 2008 CR95              | 8 de febrer de 2008    | Kitt Peak            | Spacewatch        |
| 431667 | 2008 CB97              | 9 de febrer de 2008    | Kitt Peak            | Spacewatch        |
| 431668 | 2008 CU98              | 2 de febrer de 2008    | Kitt Peak            | Spacewatch        |
| 431669 | 2008 CQ109             | 9 de febrer de 2008    | Kitt Peak            | Spacewatch        |
| 431670 | 2008 CJ112             | 10 de febrer de 2008   | Kitt Peak            | Spacewatch        |
| 431671 | 2008 CQ119             | 12 de febrer de 2008   | Dauban               | Kugel, F.         |
| 431672 | 2008 CT137             | 31 de desembre de 2007 | Mount Lemmon         | Mt. Lemmon Survey |
| 431673 | 2008 CL143             | 8 de febrer de 2008    | Kitt Peak            | Spacewatch        |
| 431674 | 2008 CD158             | 9 de febrer de 2008    | Catalina             | CSS               |
| 431675 | 2008 CX202             | 8 de febrer de 2008    | Kitt Peak            | Spacewatch        |
| 431676 | 2008 CR203             | 11 de febrer de 2008   | Kitt Peak            | Spacewatch        |
| 431677 | 2008 CE206             | 8 de febrer de 2008    | Kitt Peak            | Spacewatch        |
| 431678 | 2008 CS209             | 6 de febrer de 2008    | Socorro              | LINEAR            |
| 431679 | 2008 DS7               | 13 de gener de 2008    | Kitt Peak            | Spacewatch        |
| 431680 | 2008 DV15              | 11 de gener de 2008    | Mount Lemmon         | Mt. Lemmon Survey |
| 431681 | 2008 DW17              | 1 de febrer de 2008    | Kitt Peak            | Spacewatch        |
| 431682 | 2008 DE18              | 26 de febrer de 2008   | Mount Lemmon         | Mt. Lemmon Survey |
| 431683 | 2008 DY19              | 10 de gener de 2008    | Kitt Peak            | Spacewatch        |
| 431684 | 2008 DM23              | 9 de febrer de 2008    | Kitt Peak            | Spacewatch        |
| 431685 | 2008 DL30              | 31 de gener de 2008    | Mount Lemmon         | Mt. Lemmon Survey |
| 431686 | 2008 DP34              | 27 de febrer de 2008   | Mount Lemmon         | Mt. Lemmon Survey |
| 431687 | 2008 DZ34              | 27 de febrer de 2008   | Kitt Peak            | Spacewatch        |
| 431688 | 2008 DC35              | 27 de febrer de 2008   | Kitt Peak            | Spacewatch        |
| 431689 | 2008 DP35              | 27 de febrer de 2008   | Kitt Peak            | Spacewatch        |
| 431690 | 2008 DZ35              | 27 de febrer de 2008   | Mount Lemmon         | Mt. Lemmon Survey |
| 431691 | 2008 DM44              | 28 de febrer de 2008   | Mount Lemmon         | Mt. Lemmon Survey |
| 431692 | 2008 DU60              | 2 de febrer de 2008    | Kitt Peak            | Spacewatch        |
| 431693 | 2008 DW63              | 14 de setembre de 2006 | Kitt Peak            | Spacewatch        |
| 431694 | 2008 DB70              | 28 de febrer de 2008   | Mount Lemmon         | Mt. Lemmon Survey |
| 431695 | 2008 DJ82              | 28 de febrer de 2008   | Kitt Peak            | Spacewatch        |
| 431696 | 2008 DE85              | 28 de febrer de 2008   | Kitt Peak            | Spacewatch        |
| 431697 | 2008 DK87              | 28 de febrer de 2008   | Kitt Peak            | Spacewatch        |
| 431698 | 2008 ES                | 2 de març de 2008      | Mount Lemmon         | Mt. Lemmon Survey |
| 431699 | 2008 EL10              | 10 de febrer de 2008   | Kitt Peak            | Spacewatch        |
| 431700 | 2008 EF23              | 3 de març de 2008      | Catalina             | CSS               |

## 431701– 431800
| Nom    | Designació provisional | Data de descobriment   | Lloc de descobriment | Descobridor/s           |
| ------ | ---------------------- | ---------------------- | -------------------- | ----------------------- |
| 431701 | 2008 EF31              | 18 de desembre de 2003 | Socorro              | LINEAR                  |
| 431702 | 2008 EW55              | 7 de març de 2008      | Mount Lemmon         | Mt. Lemmon Survey       |
| 431703 | 2008 EN67              | 9 de març de 2008      | Mount Lemmon         | Mt. Lemmon Survey       |
| 431704 | 2008 EF69              | 11 de març de 2008     | Catalina             | CSS                     |
| 431705 | 2008 EZ76              | 7 de març de 2008      | Kitt Peak            | Spacewatch              |
| 431706 | 2008 ET82              | 8 de març de 2008      | Socorro              | LINEAR                  |
| 431707 | 2008 EJ88              | 26 de febrer de 2008   | Kitt Peak            | Spacewatch              |
| 431708 | 2008 EO88              | 13 de febrer de 2008   | Kitt Peak            | Spacewatch              |
| 431709 | 2008 EN116             | 8 de març de 2008      | Kitt Peak            | Spacewatch              |
| 431710 | 2008 EF117             | 8 de març de 2008      | Kitt Peak            | Spacewatch              |
| 431711 | 2008 ER120             | 9 de març de 2008      | Kitt Peak            | Spacewatch              |
| 431712 | 2008 ES120             | 9 de març de 2008      | Kitt Peak            | Spacewatch              |
| 431713 | 2008 EB128             | 29 de febrer de 2008   | Kitt Peak            | Spacewatch              |
| 431714 | 2008 ED131             | 10 de febrer de 2008   | Kitt Peak            | Spacewatch              |
| 431715 | 2008 ET143             | 13 de febrer de 2008   | Mount Lemmon         | Mt. Lemmon Survey       |
| 431716 | 2008 EK147             | 1 de març de 2008      | Kitt Peak            | Spacewatch              |
| 431717 | 2008 EQ147             | 1 de març de 2008      | Kitt Peak            | Spacewatch              |
| 431718 | 2008 EZ147             | 1 de març de 2008      | Kitt Peak            | Spacewatch              |
| 431719 | 2008 EL151             | 1 de març de 2008      | Kitt Peak            | Spacewatch              |
| 431720 | 2008 EF152             | 10 de març de 2008     | Kitt Peak            | Spacewatch              |
| 431721 | 2008 EF163             | 10 de març de 2008     | Mount Lemmon         | Mt. Lemmon Survey       |
| 431722 | 2008 EM166             | 6 de març de 2008      | Catalina             | CSS                     |
| 431723 | 2008 ET167             | 9 de març de 2008      | Socorro              | LINEAR                  |
| 431724 | 2008 FA4               | 25 de març de 2008     | Kitt Peak            | Spacewatch              |
| 431725 | 2008 FH18              | 28 de febrer de 2008   | Mount Lemmon         | Mt. Lemmon Survey       |
| 431726 | 2008 FP24              | 11 de juliol de 2005   | Catalina             | CSS                     |
| 431727 | 2008 FZ35              | 28 de març de 2008     | Mount Lemmon         | Mt. Lemmon Survey       |
| 431728 | 2008 FC41              | 28 de març de 2008     | Kitt Peak            | Spacewatch              |
| 431729 | 2008 FP48              | 28 de març de 2008     | Mount Lemmon         | Mt. Lemmon Survey       |
| 431730 | 2008 FG52              | 28 de març de 2008     | Mount Lemmon         | Mt. Lemmon Survey       |
| 431731 | 2008 FG56              | 28 de març de 2008     | Mount Lemmon         | Mt. Lemmon Survey       |
| 431732 | 2008 FP56              | 28 de març de 2008     | Mount Lemmon         | Mt. Lemmon Survey       |
| 431733 | 2008 FH61              | 30 de març de 2008     | Kitt Peak            | Spacewatch              |
| 431734 | 2008 FP69              | 28 de març de 2008     | Mount Lemmon         | Mt. Lemmon Survey       |
| 431735 | 2008 FB82              | 13 de març de 2008     | Kitt Peak            | Spacewatch              |
| 431736 | 2008 FP87              | 28 de març de 2008     | Mount Lemmon         | Mt. Lemmon Survey       |
| 431737 | 2008 FV106             | 31 de març de 2008     | Kitt Peak            | Spacewatch              |
| 431738 | 2008 FC107             | 31 de març de 2008     | Kitt Peak            | Spacewatch              |
| 431739 | 2008 FL108             | 31 de març de 2008     | Mount Lemmon         | Mt. Lemmon Survey       |
| 431740 | 2008 FC112             | 31 de març de 2008     | Kitt Peak            | Spacewatch              |
| 431741 | 2008 FN123             | 29 de març de 2008     | Kitt Peak            | Spacewatch              |
| 431742 | 2008 FW128             | 29 de març de 2008     | Kitt Peak            | Spacewatch              |
| 431743 | 2008 FN137             | 30 de març de 2008     | Kitt Peak            | Spacewatch              |
| 431744 | 2008 GH2               | 10 d'octubre de 2007   | Catalina             | CSS                     |
| 431745 | 2008 GY4               | 12 de març de 2008     | Kitt Peak            | Spacewatch              |
| 431746 | 2008 GW10              | 1 d'abril de 2008      | Kitt Peak            | Spacewatch              |
| 431747 | 2008 GF22              | 1 d'abril de 2008      | Kitt Peak            | Spacewatch              |
| 431748 | 2008 GO28              | 3 d'abril de 2008      | Kitt Peak            | Spacewatch              |
| 431749 | 2008 GZ32              | 29 de desembre de 2003 | Kitt Peak            | Spacewatch              |
| 431750 | 2008 GS55              | 5 d'abril de 2008      | Mount Lemmon         | Mt. Lemmon Survey       |
| 431751 | 2008 GS64              | 6 d'abril de 2008      | Kitt Peak            | Spacewatch              |
| 431752 | 2008 GZ72              | 7 d'abril de 2008      | Mount Lemmon         | Mt. Lemmon Survey       |
| 431753 | 2008 GH74              | 7 d'abril de 2008      | Kitt Peak            | Spacewatch              |
| 431754 | 2008 GA77              | 7 d'abril de 2008      | Kitt Peak            | Spacewatch              |
| 431755 | 2008 GE81              | 7 d'abril de 2008      | Kitt Peak            | Spacewatch              |
| 431756 | 2008 GJ88              | 6 d'abril de 2008      | Kitt Peak            | Spacewatch              |
| 431757 | 2008 GY89              | 6 d'abril de 2008      | Mount Lemmon         | Mt. Lemmon Survey       |
| 431758 | 2008 GM119             | 11 d'abril de 2008     | Kitt Peak            | Spacewatch              |
| 431759 | 2008 GK146             | 15 d'abril de 2008     | Kitt Peak            | Spacewatch              |
| 431760 | 2008 HE                | 18 d'abril de 2008     | Catalina             | CSS                     |
| 431761 | 2008 HU1               | 24 d'abril de 2008     | Kitt Peak            | Spacewatch              |
| 431762 | 2008 HP12              | 5 de juliol de 2005    | Kitt Peak            | Spacewatch              |
| 431763 | 2008 HN15              | 25 d'abril de 2008     | Kitt Peak            | Spacewatch              |
| 431764 | 2008 HU27              | 28 d'abril de 2008     | Kitt Peak            | Spacewatch              |
| 431765 | 2008 HB28              | 28 d'abril de 2008     | Kitt Peak            | Spacewatch              |
| 431766 | 2008 HT39              | 15 de març de 2008     | Kitt Peak            | Spacewatch              |
| 431767 | 2008 HZ50              | 29 d'abril de 2008     | Kitt Peak            | Spacewatch              |
| 431768 | 2008 HL54              | 29 d'abril de 2008     | Kitt Peak            | Spacewatch              |
| 431769 | 2008 HQ54              | 29 d'abril de 2008     | Kitt Peak            | Spacewatch              |
| 431770 | 2008 HH59              | 30 d'abril de 2008     | Mount Lemmon         | Mt. Lemmon Survey       |
| 431771 | 2008 HH65              | 29 d'abril de 2008     | Mount Lemmon         | Mt. Lemmon Survey       |
| 431772 | 2008 JN1               | 2 de maig de 2008      | Mount Lemmon         | Mt. Lemmon Survey       |
| 431773 | 2008 JK11              | 3 de maig de 2008      | Kitt Peak            | Spacewatch              |
| 431774 | 2008 JT16              | 3 de maig de 2008      | Mount Lemmon         | Mt. Lemmon Survey       |
| 431775 | 2008 JO24              | 10 de maig de 2008     | Mount Lemmon         | Mt. Lemmon Survey       |
| 431776 | 2008 JQ24              | 29 d'octubre de 1998   | Anderson Mesa        | LONEOS                  |
| 431777 | 2008 JC35              | 14 de maig de 2008     | Catalina             | CSS                     |
| 431778 | 2008 KR1               | 3 de maig de 2008      | Mount Lemmon         | Mt. Lemmon Survey       |
| 431779 | 2008 KD9               | 27 de maig de 2008     | Kitt Peak            | Spacewatch              |
| 431780 | 2008 LR                | 1 de juny de 2008      | Mount Lemmon         | Mt. Lemmon Survey       |
| 431781 | 2008 LY3               | 2 de juny de 2008      | Mount Lemmon         | Mt. Lemmon Survey       |
| 431782 | 2008 LF13              | 6 de juny de 2008      | Kitt Peak            | Spacewatch              |
| 431783 | 2008 LC17              | 15 de març de 2008     | Mount Lemmon         | Mt. Lemmon Survey       |
| 431784 | 2008 MF                | 22 de juny de 2008     | Kitt Peak            | Spacewatch              |
| 431785 | 2008 OZ9               | 26 de juliol de 2008   | Siding Spring        | Siding Spring Survey    |
| 431786 | 2008 OY19              | 30 de juliol de 2008   | Kitt Peak            | Spacewatch              |
| 431787 | 2008 PG4               | 12 de desembre de 1999 | Kitt Peak            | Spacewatch              |
| 431788 | 2008 PH4               | 5 d'agost de 2008      | Hibiscus             | Hönig, S. F., Teamo, N. |
| 431789 | 2008 PM8               | 26 de juliol de 2008   | Siding Spring        | Siding Spring Survey    |
| 431790 | 2008 PA11              | 14 de juny de 2008     | Siding Spring        | Siding Spring Survey    |
| 431791 | 2008 PK14              | 1 de febrer de 2006    | Mount Lemmon         | Mt. Lemmon Survey       |
| 431792 | 2008 PK22              | 1 d'agost de 2008      | Socorro              | LINEAR                  |
| 431793 | 2008 QX3               | 29 de juliol de 2008   | Kitt Peak            | Spacewatch              |
| 431794 | 2008 QX7               | 23 d'agost de 2008     | Hibiscus             | Teamo, N.               |
| 431795 | 2008 QW15              | 28 d'agost de 2008     | La Sagra             | OAM                     |
| 431796 | 2008 QR18              | 29 d'agost de 2008     | Pla D'Arguines       | Ferrando, R.            |
| 431797 | 2008 QY22              | 26 d'agost de 2008     | Socorro              | LINEAR                  |
| 431798 | 2008 QY26              | 2 de gener de 2006     | Mount Lemmon         | Mt. Lemmon Survey       |
| 431799 | 2008 QJ34              | 29 de juliol de 2008   | Kitt Peak            | Spacewatch              |
| 431800 | 2008 QN35              | 26 d'agost de 2008     | Siding Spring        | Siding Spring Survey    |

## 431801– 431900
| Nom    | Designació provisional | Data de descobriment   | Lloc de descobriment | Descobridor/s     |
| ------ | ---------------------- | ---------------------- | -------------------- | ----------------- |
| 431801 | 2008 QV35              | 21 d'agost de 2008     | Kitt Peak            | Spacewatch        |
| 431802 | 2008 QW38              | 24 d'agost de 2008     | Kitt Peak            | Spacewatch        |
| 431803 | 2008 QL40              | 31 d'agost de 2008     | Moletai              | Moletai           |
| 431804 | 2008 QC46              | 29 de juliol de 2008   | Mount Lemmon         | Mt. Lemmon Survey |
| 431805 | 2008 RN6               | 3 de setembre de 2008  | Kitt Peak            | Spacewatch        |
| 431806 | 2008 RD14              | 24 d'agost de 2008     | Kitt Peak            | Spacewatch        |
| 431807 | 2008 RO15              | 4 de setembre de 2008  | Kitt Peak            | Spacewatch        |
| 431808 | 2008 RK18              | 24 d'agost de 2008     | Kitt Peak            | Spacewatch        |
| 431809 | 2008 RS23              | 5 de setembre de 2008  | Socorro              | LINEAR            |
| 431810 | 2008 RF24              | 5 de setembre de 2008  | Socorro              | LINEAR            |
| 431811 | 2008 RY29              | 2 de setembre de 2008  | Kitt Peak            | Spacewatch        |
| 431812 | 2008 RF36              | 2 de setembre de 2008  | Kitt Peak            | Spacewatch        |
| 431813 | 2008 RU36              | 2 de setembre de 2008  | Kitt Peak            | Spacewatch        |
| 431814 | 2008 RL46              | 2 de setembre de 2008  | Kitt Peak            | Spacewatch        |
| 431815 | 2008 RM59              | 3 de setembre de 2008  | Kitt Peak            | Spacewatch        |
| 431816 | 2008 RD62              | 4 de setembre de 2008  | Kitt Peak            | Spacewatch        |
| 431817 | 2008 RS64              | 4 de setembre de 2008  | Kitt Peak            | Spacewatch        |
| 431818 | 2008 RL68              | 4 de setembre de 2008  | Kitt Peak            | Spacewatch        |
| 431819 | 2008 RW95              | 7 de setembre de 2008  | Catalina             | CSS               |
| 431820 | 2008 RD105             | 6 de setembre de 2008  | Catalina             | CSS               |
| 431821 | 2008 RL107             | 7 de setembre de 2008  | Catalina             | CSS               |
| 431822 | 2008 RC110             | 3 de setembre de 2008  | Kitt Peak            | Spacewatch        |
| 431823 | 2008 RO114             | 6 de setembre de 2008  | Mount Lemmon         | Mt. Lemmon Survey |
| 431824 | 2008 RV120             | 7 de setembre de 2008  | Mount Lemmon         | Mt. Lemmon Survey |
| 431825 | 2008 RF122             | 3 de setembre de 2008  | Kitt Peak            | Spacewatch        |
| 431826 | 2008 RL126             | 2 de setembre de 2008  | Kitt Peak            | Spacewatch        |
| 431827 | 2008 RU131             | 8 de setembre de 2008  | Kitt Peak            | Spacewatch        |
| 431828 | 2008 RY142             | 7 de febrer de 2006    | Kitt Peak            | Spacewatch        |
| 431829 | 2008 RG146             | 6 de setembre de 2008  | Catalina             | CSS               |
| 431830 | 2008 SW                | 21 de setembre de 2008 | Hibiscus             | Teamo, N.         |
| 431831 | 2008 SV8               | 30 de juliol de 2008   | Mount Lemmon         | Mt. Lemmon Survey |
| 431832 | 2008 SG10              | 22 de setembre de 2008 | Socorro              | LINEAR            |
| 431833 | 2008 SW10              | 7 de setembre de 2008  | Mount Lemmon         | Mt. Lemmon Survey |
| 431834 | 2008 SA11              | 6 de setembre de 2008  | Catalina             | CSS               |
| 431835 | 2008 SA16              | 19 de setembre de 2008 | Kitt Peak            | Spacewatch        |
| 431836 | 2008 SO26              | 7 de setembre de 2008  | Mount Lemmon         | Mt. Lemmon Survey |
| 431837 | 2008 SJ27              | 4 de setembre de 2008  | Kitt Peak            | Spacewatch        |
| 431838 | 2008 SG32              | 20 de setembre de 2008 | Kitt Peak            | Spacewatch        |
| 431839 | 2008 SO41              | 6 de setembre de 2008  | Mount Lemmon         | Mt. Lemmon Survey |
| 431840 | 2008 SG45              | 20 de setembre de 2008 | Kitt Peak            | Spacewatch        |
| 431841 | 2008 SS45              | 20 de setembre de 2008 | Kitt Peak            | Spacewatch        |
| 431842 | 2008 SO51              | 4 de setembre de 2008  | Kitt Peak            | Spacewatch        |
| 431843 | 2008 SB53              | 20 de setembre de 2008 | Mount Lemmon         | Mt. Lemmon Survey |
| 431844 | 2008 SJ53              | 20 de setembre de 2008 | Mount Lemmon         | Mt. Lemmon Survey |
| 431845 | 2008 SP57              | 20 de setembre de 2008 | Mount Lemmon         | Mt. Lemmon Survey |
| 431846 | 2008 SF59              | 20 de setembre de 2008 | Kitt Peak            | Spacewatch        |
| 431847 | 2008 SQ59              | 20 de setembre de 2008 | Kitt Peak            | Spacewatch        |
| 431848 | 2008 SU59              | 20 de setembre de 2008 | Kitt Peak            | Spacewatch        |
| 431849 | 2008 SV60              | 20 de setembre de 2008 | Catalina             | CSS               |
| 431850 | 2008 SJ65              | 21 de setembre de 2008 | Mount Lemmon         | Mt. Lemmon Survey |
| 431851 | 2008 SS67              | 6 de setembre de 2008  | Mount Lemmon         | Mt. Lemmon Survey |
| 431852 | 2008 SA72              | 9 de setembre de 2008  | Mount Lemmon         | Mt. Lemmon Survey |
| 431853 | 2008 SO72              | 22 de setembre de 2008 | Kitt Peak            | Spacewatch        |
| 431854 | 2008 SC84              | 24 de setembre de 2008 | Dauban               | Kugel, F.         |
| 431855 | 2008 SW84              | 28 de setembre de 2008 | Prairie Grass        | Mahony, J.        |
| 431856 | 2008 SJ94              | 2 de setembre de 2008  | Kitt Peak            | Spacewatch        |
| 431857 | 2008 SL95              | 21 de setembre de 2008 | Kitt Peak            | Spacewatch        |
| 431858 | 2008 ST97              | 21 de setembre de 2008 | Kitt Peak            | Spacewatch        |
| 431859 | 2008 SW100             | 21 de setembre de 2008 | Kitt Peak            | Spacewatch        |
| 431860 | 2008 SW106             | 21 de setembre de 2008 | Kitt Peak            | Spacewatch        |
| 431861 | 2008 SA109             | 22 de setembre de 2008 | Mount Lemmon         | Mt. Lemmon Survey |
| 431862 | 2008 SP112             | 22 de setembre de 2008 | Kitt Peak            | Spacewatch        |
| 431863 | 2008 SF114             | 22 de setembre de 2008 | Kitt Peak            | Spacewatch        |
| 431864 | 2008 SW115             | 22 de setembre de 2008 | Kitt Peak            | Spacewatch        |
| 431865 | 2008 SU121             | 22 de setembre de 2008 | Mount Lemmon         | Mt. Lemmon Survey |
| 431866 | 2008 SM122             | 22 de setembre de 2008 | Mount Lemmon         | Mt. Lemmon Survey |
| 431867 | 2008 SD124             | 22 de setembre de 2008 | Mount Lemmon         | Mt. Lemmon Survey |
| 431868 | 2008 SP134             | 23 de setembre de 2008 | Kitt Peak            | Spacewatch        |
| 431869 | 2008 SV142             | 24 de setembre de 2008 | Catalina             | CSS               |
| 431870 | 2008 SA143             | 24 de setembre de 2008 | Mount Lemmon         | Mt. Lemmon Survey |
| 431871 | 2008 SS151             | 20 de setembre de 2008 | Catalina             | CSS               |
| 431872 | 2008 SK161             | 28 de setembre de 2008 | Socorro              | LINEAR            |
| 431873 | 2008 SU164             | 24 de setembre de 2008 | Kitt Peak            | Spacewatch        |
| 431874 | 2008 SH169             | 3 de setembre de 2008  | Kitt Peak            | Spacewatch        |
| 431875 | 2008 SM170             | 3 de setembre de 2008  | Kitt Peak            | Spacewatch        |
| 431876 | 2008 SH184             | 9 de setembre de 2008  | Mount Lemmon         | Mt. Lemmon Survey |
| 431877 | 2008 SU191             | 25 de setembre de 2008 | Kitt Peak            | Spacewatch        |
| 431878 | 2008 SR192             | 25 de setembre de 2008 | Kitt Peak            | Spacewatch        |
| 431879 | 2008 SZ200             | 26 de setembre de 2008 | Kitt Peak            | Spacewatch        |
| 431880 | 2008 SN202             | 7 de setembre de 2008  | Mount Lemmon         | Mt. Lemmon Survey |
| 431881 | 2008 SX202             | 6 de setembre de 2008  | Mount Lemmon         | Mt. Lemmon Survey |
| 431882 | 2008 SP204             | 26 de setembre de 2008 | Kitt Peak            | Spacewatch        |
| 431883 | 2008 SE218             | 30 de setembre de 2008 | La Sagra             | OAM               |
| 431884 | 2008 SL232             | 24 d'agost de 2008     | Kitt Peak            | Spacewatch        |
| 431885 | 2008 SW242             | 6 de setembre de 2008  | Mount Lemmon         | Mt. Lemmon Survey |
| 431886 | 2008 SK258             | 22 de setembre de 2008 | Mount Lemmon         | Mt. Lemmon Survey |
| 431887 | 2008 SU261             | 24 de setembre de 2008 | Kitt Peak            | Spacewatch        |
| 431888 | 2008 SA262             | 24 de setembre de 2008 | Kitt Peak            | Spacewatch        |
| 431889 | 2008 SL264             | 25 de setembre de 2008 | Kitt Peak            | Spacewatch        |
| 431890 | 2008 SB265             | 26 de setembre de 2008 | Kitt Peak            | Spacewatch        |
| 431891 | 2008 SM265             | 28 de setembre de 2008 | Mount Lemmon         | Mt. Lemmon Survey |
| 431892 | 2008 SG277             | 24 de setembre de 2008 | Kitt Peak            | Spacewatch        |
| 431893 | 2008 SH280             | 6 de setembre de 2008  | Catalina             | CSS               |
| 431894 | 2008 SN284             | 24 de setembre de 2008 | Kitt Peak            | Spacewatch        |
| 431895 | 2008 SO284             | 24 de setembre de 2008 | Kitt Peak            | Spacewatch        |
| 431896 | 2008 SY285             | 22 de setembre de 2008 | Kitt Peak            | Spacewatch        |
| 431897 | 2008 SZ287             | 23 de setembre de 2008 | Kitt Peak            | Spacewatch        |
| 431898 | 2008 SO302             | 23 de setembre de 2008 | Kitt Peak            | Spacewatch        |
| 431899 | 2008 SL305             | 27 de setembre de 2008 | Mount Lemmon         | Mt. Lemmon Survey |
| 431900 | 2008 SZ305             | 28 de setembre de 2008 | Socorro              | LINEAR            |

## 431901– 432000
| Nom    | Designació provisional | Data de descobriment   | Lloc de descobriment | Descobridor/s     |
| ------ | ---------------------- | ---------------------- | -------------------- | ----------------- |
| 431901 | 2008 TN2               | 3 d'octubre de 2008    | La Sagra             | OAM               |
| 431902 | 2008 TO5               | 1 d'octubre de 2008    | La Sagra             | OAM               |
| 431903 | 2008 TF8               | 29 de setembre de 2008 | Catalina             | CSS               |
| 431904 | 2008 TR8               | 5 d'octubre de 2008    | La Sagra             | OAM               |
| 431905 | 2008 TQ9               | 2 d'octubre de 2008    | Kitt Peak            | Spacewatch        |
| 431906 | 2008 TL23              | 6 de setembre de 2008  | Mount Lemmon         | Mt. Lemmon Survey |
| 431907 | 2008 TY30              | 1 d'octubre de 2008    | Kitt Peak            | Spacewatch        |
| 431908 | 2008 TF31              | 1 d'octubre de 2008    | Kitt Peak            | Spacewatch        |
| 431909 | 2008 TH34              | 16 d'octubre de 2003   | Kitt Peak            | Spacewatch        |
| 431910 | 2008 TB36              | 1 d'octubre de 2008    | Mount Lemmon         | Mt. Lemmon Survey |
| 431911 | 2008 TM39              | 1 d'octubre de 2008    | Kitt Peak            | Spacewatch        |
| 431912 | 2008 TQ46              | 1 d'octubre de 2008    | Kitt Peak            | Spacewatch        |
| 431913 | 2008 TQ47              | 16 de setembre de 2003 | Kitt Peak            | Spacewatch        |
| 431914 | 2008 TA54              | 22 d'abril de 2007     | Kitt Peak            | Spacewatch        |
| 431915 | 2008 TV56              | 24 de setembre de 2008 | Kitt Peak            | Spacewatch        |
| 431916 | 2008 TF61              | 6 de setembre de 2008  | Mount Lemmon         | Mt. Lemmon Survey |
| 431917 | 2008 TP64              | 2 d'octubre de 2008    | Kitt Peak            | Spacewatch        |
| 431918 | 2008 TB66              | 24 de setembre de 2008 | Kitt Peak            | Spacewatch        |
| 431919 | 2008 TZ66              | 2 d'octubre de 2008    | Kitt Peak            | Spacewatch        |
| 431920 | 2008 TA71              | 2 d'octubre de 2008    | Kitt Peak            | Spacewatch        |
| 431921 | 2008 TC73              | 2 d'octubre de 2008    | Kitt Peak            | Spacewatch        |
| 431922 | 2008 TM75              | 2 d'octubre de 2008    | Kitt Peak            | Spacewatch        |
| 431923 | 2008 TL91              | 21 de setembre de 2008 | Kitt Peak            | Spacewatch        |
| 431924 | 2008 TM91              | 4 d'octubre de 2008    | La Sagra             | OAM               |
| 431925 | 2008 TR100             | 14 de setembre de 1999 | Kitt Peak            | Spacewatch        |
| 431926 | 2008 TW100             | 6 d'octubre de 2008    | Kitt Peak            | Spacewatch        |
| 431927 | 2008 TZ125             | 23 de setembre de 2008 | Kitt Peak            | Spacewatch        |
| 431928 | 2008 TZ129             | 25 de febrer de 2006   | Kitt Peak            | Spacewatch        |
| 431929 | 2008 TZ130             | 23 de setembre de 2008 | Kitt Peak            | Spacewatch        |
| 431930 | 2008 TA131             | 23 de setembre de 2008 | Kitt Peak            | Spacewatch        |
| 431931 | 2008 TF140             | 9 de setembre de 2008  | Mount Lemmon         | Mt. Lemmon Survey |
| 431932 | 2008 TO144             | 11 de desembre de 2004 | Kitt Peak            | Spacewatch        |
| 431933 | 2008 TE145             | 3 de setembre de 2008  | Kitt Peak            | Spacewatch        |
| 431934 | 2008 TH158             | 20 de setembre de 2008 | Mount Lemmon         | Mt. Lemmon Survey |
| 431935 | 2008 TR158             | 11 d'abril de 2003     | Kitt Peak            | Spacewatch        |
| 431936 | 2008 TR161             | 6 d'octubre de 2008    | Mount Lemmon         | Mt. Lemmon Survey |
| 431937 | 2008 TN167             | 9 d'octubre de 2008    | Kitt Peak            | Spacewatch        |
| 431938 | 2008 TO168             | 2 d'octubre de 2008    | Mount Lemmon         | Mt. Lemmon Survey |
| 431939 | 2008 TL174             | 3 d'octubre de 2008    | Mount Lemmon         | Mt. Lemmon Survey |
| 431940 | 2008 TF177             | 7 d'octubre de 2008    | Mount Lemmon         | Mt. Lemmon Survey |
| 431941 | 2008 TP184             | 6 d'octubre de 2008    | Kitt Peak            | Spacewatch        |
| 431942 | 2008 TR188             | 10 d'octubre de 2008   | Catalina             | CSS               |
| 431943 | 2008 UG8               | 17 d'octubre de 2008   | Kitt Peak            | Spacewatch        |
| 431944 | 2008 UN11              | 17 d'octubre de 2008   | Kitt Peak            | Spacewatch        |
| 431945 | 2008 UR22              | 19 d'octubre de 2008   | Kitt Peak            | Spacewatch        |
| 431946 | 2008 UA30              | 20 d'octubre de 2008   | Kitt Peak            | Spacewatch        |
| 431947 | 2008 UC30              | 20 d'octubre de 2008   | Kitt Peak            | Spacewatch        |
| 431948 | 2008 UH31              | 20 d'octubre de 2008   | Kitt Peak            | Spacewatch        |
| 431949 | 2008 UH37              | 6 de setembre de 2008  | Mount Lemmon         | Mt. Lemmon Survey |
| 431950 | 2008 UY39              | 2 d'octubre de 2008    | Mount Lemmon         | Mt. Lemmon Survey |
| 431951 | 2008 UJ52              | 20 d'octubre de 2008   | Kitt Peak            | Spacewatch        |
| 431952 | 2008 UD61              | 21 d'octubre de 2008   | Kitt Peak            | Spacewatch        |
| 431953 | 2008 UZ65              | 21 d'octubre de 2008   | Kitt Peak            | Spacewatch        |
| 431954 | 2008 UT67              | 21 d'octubre de 2008   | Kitt Peak            | Spacewatch        |
| 431955 | 2008 UQ68              | 24 de setembre de 2008 | Mount Lemmon         | Mt. Lemmon Survey |
| 431956 | 2008 UB75              | 21 d'octubre de 2008   | Kitt Peak            | Spacewatch        |
| 431957 | 2008 UF87              | 23 d'octubre de 2008   | Mount Lemmon         | Mt. Lemmon Survey |
| 431958 | 2008 UB89              | 8 d'octubre de 2008    | Kitt Peak            | Spacewatch        |
| 431959 | 2008 UC96              | 24 d'octubre de 2008   | Socorro              | LINEAR            |
| 431960 | 2008 UU102             | 26 de setembre de 2008 | Kitt Peak            | Spacewatch        |
| 431961 | 2008 UF108             | 7 d'octubre de 2008    | Mount Lemmon         | Mt. Lemmon Survey |
| 431962 | 2008 UX108             | 21 d'octubre de 2008   | Kitt Peak            | Spacewatch        |
| 431963 | 2008 UB109             | 21 d'octubre de 2008   | Mount Lemmon         | Mt. Lemmon Survey |
| 431964 | 2008 UM116             | 22 d'octubre de 2008   | Kitt Peak            | Spacewatch        |
| 431965 | 2008 US118             | 22 d'octubre de 2008   | Kitt Peak            | Spacewatch        |
| 431966 | 2008 UD121             | 22 d'octubre de 2008   | Kitt Peak            | Spacewatch        |
| 431967 | 2008 UT127             | 22 d'octubre de 2008   | Kitt Peak            | Spacewatch        |
| 431968 | 2008 UP130             | 2 d'octubre de 2008    | Kitt Peak            | Spacewatch        |
| 431969 | 2008 UB134             | 6 de setembre de 2008  | Mount Lemmon         | Mt. Lemmon Survey |
| 431970 | 2008 UV136             | 23 d'octubre de 2008   | Kitt Peak            | Spacewatch        |
| 431971 | 2008 UJ138             | 23 d'octubre de 2008   | Kitt Peak            | Spacewatch        |
| 431972 | 2008 UX141             | 15 de novembre de 2003 | Kitt Peak            | Spacewatch        |
| 431973 | 2008 UO142             | 23 d'octubre de 2008   | Kitt Peak            | Spacewatch        |
| 431974 | 2008 UO150             | 10 d'octubre de 2008   | Kitt Peak            | Spacewatch        |
| 431975 | 2008 UL152             | 27 de febrer de 2006   | Kitt Peak            | Spacewatch        |
| 431976 | 2008 UJ157             | 23 d'octubre de 2008   | Mount Lemmon         | Mt. Lemmon Survey |
| 431977 | 2008 UR165             | 24 d'octubre de 2008   | Kitt Peak            | Spacewatch        |
| 431978 | 2008 UC173             | 2 d'octubre de 2008    | Mount Lemmon         | Mt. Lemmon Survey |
| 431979 | 2008 UB174             | 23 de setembre de 2008 | Kitt Peak            | Spacewatch        |
| 431980 | 2008 UM180             | 24 d'octubre de 2008   | Kitt Peak            | Spacewatch        |
| 431981 | 2008 UV185             | 24 d'octubre de 2008   | Kitt Peak            | Spacewatch        |
| 431982 | 2008 UJ187             | 24 d'octubre de 2008   | Kitt Peak            | Spacewatch        |
| 431983 | 2008 UC192             | 7 d'octubre de 2008    | Mount Lemmon         | Mt. Lemmon Survey |
| 431984 | 2008 UK197             | 27 d'octubre de 2008   | Mount Lemmon         | Mt. Lemmon Survey |
| 431985 | 2008 UG208             | 23 d'octubre de 2008   | Kitt Peak            | Spacewatch        |
| 431986 | 2008 UN209             | 23 d'octubre de 2008   | Kitt Peak            | Spacewatch        |
| 431987 | 2008 UR214             | 1 d'octubre de 2008    | Mount Lemmon         | Mt. Lemmon Survey |
| 431988 | 2008 UX237             | 26 d'octubre de 2008   | Kitt Peak            | Spacewatch        |
| 431989 | 2008 UE251             | 27 d'octubre de 2008   | Kitt Peak            | Spacewatch        |
| 431990 | 2008 UM251             | 27 d'octubre de 2008   | Kitt Peak            | Spacewatch        |
| 431991 | 2008 UN253             | 27 d'octubre de 2008   | Kitt Peak            | Spacewatch        |
| 431992 | 2008 UX256             | 27 d'octubre de 2008   | Kitt Peak            | Spacewatch        |
| 431993 | 2008 UV265             | 9 d'octubre de 2008    | Kitt Peak            | Spacewatch        |
| 431994 | 2008 UF268             | 28 d'octubre de 2008   | Kitt Peak            | Spacewatch        |
| 431995 | 2008 UC276             | 28 d'octubre de 2008   | Mount Lemmon         | Mt. Lemmon Survey |
| 431996 | 2008 UQ278             | 20 d'octubre de 2008   | Kitt Peak            | Spacewatch        |
| 431997 | 2008 UD284             | 29 de setembre de 2008 | Kitt Peak            | Spacewatch        |
| 431998 | 2008 UU284             | 20 d'octubre de 2008   | Kitt Peak            | Spacewatch        |
| 431999 | 2008 UA294             | 29 d'octubre de 2008   | Kitt Peak            | Spacewatch        |
| 432000 | 2008 UT302             | 29 d'octubre de 2008   | Kitt Peak            | Spacewatch        |